# Porsche 908
Der Porsche 908 war ein Rennwagen bzw. Sport-Prototyp der Gruppe 6 gemäß Anhang J des Motorsportgesetzes, den Porsche 1968 für die Sportwagen-Weltmeisterschaft konstruierte. Er kam in verschiedenen Versionen noch zu Beginn der 1980er-Jahre zum Einsatz.

## Entwicklung
Nachdem 1967 in Le Mans die Ford GT40 Mk IV mit Siebenliter-V8-Motor im Renndurchschnitt den alten Rundenrekord übertrafen, sickerte durch, dass das FIA-Regelwerk schon ab 1968 geändert und der Hubraum der Prototypen auf 3000 cm³ begrenzt werden solle, wie in der Formel 1 seit 1966. Dies wurde erst im Oktober offiziell bekannt gegeben, aber Porsche hatte sich bis dahin schon vorbereitet. Durch die Regeländerung waren die erfolgreichen großvolumigen Prototypen von Ford, Ferrari, Chaparral usw. innerhalb von Europa museumsreif geworden und es blieb nur die CanAm-Serie in Nordamerika als Betätigungsfeld. Die Karten für Weltmeisterschaft und Le Mans waren neu gemischt, die Erwartungen von und an Porsche hoch.
Der bisherige Achtzylinder im Porsche 907, der auf dem 1500-cm³-F1-Aggregat des Porsche 804 von 1962 basierte, konnte nur bis 2200 cm³ vergrößert werden, leistete 198 kW (270 PS) und war teilweise unzuverlässig. Obwohl Porsche noch keine unmittelbare Erfahrung mit so großen Motoren hatte, entschloss man sich, basierend auf Sechszylinder-Teilen gleich einen neuen Achtzylinder zu konstruieren, der das Dreiliterlimit voll ausnutzt. Der luftgekühlte Boxer-Saugmotor mit 8 Zylindern leistete 257 kW (350 PS) bei einer Drehzahl von 8400/min, später bis zu 271 kW (370 PS).
Als Karosseriematerial wurde Kunststoff über einem Aluminium-Gitterrohrrahmen verwendet, wobei im Lauf der Zeit verschiedene Ausführungen entstanden – offener Spyder oder Coupé mit Kurz- oder Langheck.

## Rennhistorie

### 1968
Der 908 kam erstmals im April 1968 in Monza zum Einsatz. Er war zwar schnell, litt aber an einigen „Kinderkrankheiten“, wie auch die Prototypen der Konkurrenz, der Alfa Romeo Tipo 33 oder der Ford P68 mit dem F1-Cosworth-Motor. Ferrari setzte 1968 aus Protest gegen die kurzfristige Regeländerung komplett aus und brachte erst 1969 vereinzelt den neuentwickelten Ferrari 312P auf Basis des F1 mit V12-Motor an den Start.
Die bewährten Porsche 907 waren weiterhin erfolgreicher als die Neukonstruktion. Zwar siegten beim 1000-km-Rennen auf dem Nürburgring Jo Siffert/Vic Elford beim Debüt des 908 (44 Runden = 1003,64 km in 6:34:06,3 Stunden), aber dies sollte der einzige wichtige Sieg des 908 im Jahre 1968 bleiben, abgesehen von Trainingsbestzeit und Doppelsieg in Zeltweg, wodurch die Hoffnungen geschürt wurden.
Der Saisonhöhepunkt in Le Mans, der normalerweise Mitte Juni stattfindet, musste 1968 wegen politischer Unruhen in Frankreich um ein Vierteljahr verschoben werden und fand erst als Saisonabschluss Ende September statt. Porsche konnte diese zusätzliche Zeit jedoch nicht erfolgreich nutzen. Die vier 908 waren zwar im Training und auch im Rennen erstmals die schnellsten in Le Mans, aber die Wagen hatten im Rennen Probleme mit der Lichtmaschine, und das Team mit der Regelauslegung für Reparaturen (unzulässiger Wechsel kompletter Aggregate statt defekter Teile). Nur ein 908 (Neerpasch/Stommelen) kam durch und wurde Dritter, hinter einem 907 Langheck (Steinemann/Spoerry). Wieder gewann ein großvolumiger Ford GT40 Mk.I des Gulf-Teams.
Zu diesem Zeitpunkt stand schon fest, dass Porsche die Flucht nach vorne antreten wollte und klotzen anstatt kleckern würde: als Antwort auf die Ford GT40 sollte ein 5-Liter-Sportwagen in 25 Exemplaren produziert werden, denn die Mindeststückzahl war für 1969 gegenüber 50 im Vorjahr halbiert worden. Zudem erwartete man von Ferrari für 1969 auch einen solchen Schritt, da schon bis 1967 die 330P und 412P mit großvolumigen V12 eingesetzt wurden, und der Ferrari Dino 206S in Kleinserie produziert worden war.

### 1969

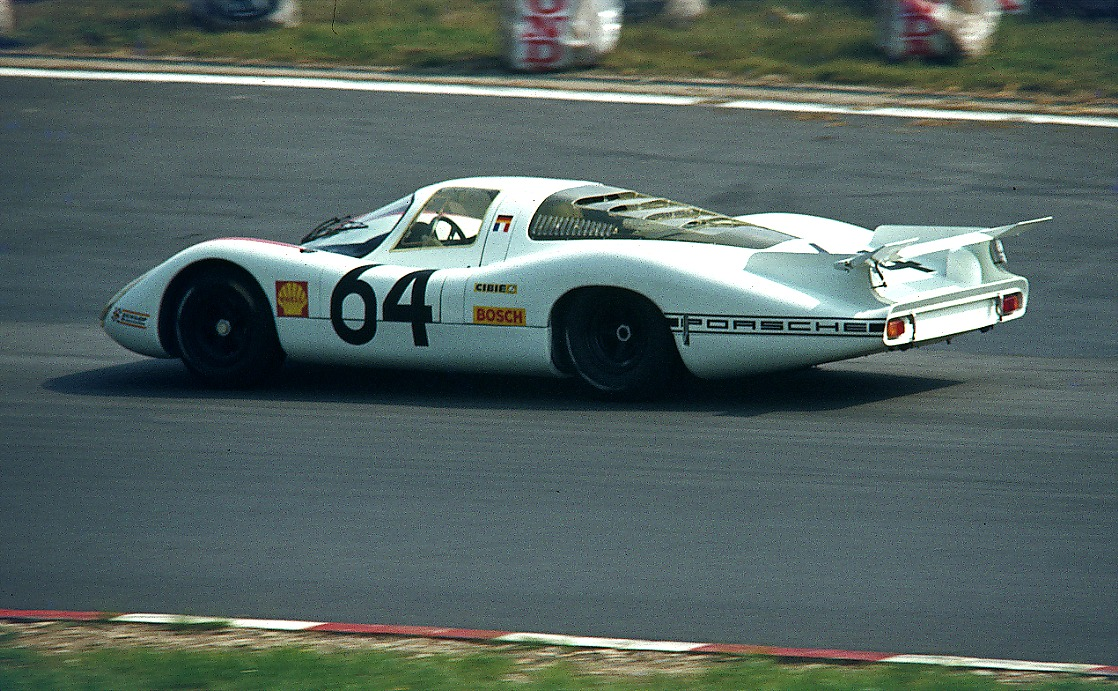
Porsche 908 Coupé Langheck mit beweglichem Heckflügel

Die Saison 1969 begann für Porsche mit einem Debakel beim 24-Stunden-Rennen von Daytona. Nach dem Dreifachsieg der 907 im Vorjahr fielen nun alle fünf 908 L aus, ein Porsche 911 rettete die Firmenehre mit dem 4. Platz vor vielen Sportwagen und großvolumigen US-Tourenwagen. Siegen konnten zwei Lola T70, für die die Fünfliter-Sportwagen-Ausnahmeregel eigentlich gedacht war.
In Sebring wurde der 908 von einem Ford GT40 und dem neuen Ferrari-312P-Prototyp auf den dritten Platz verwiesen. Aber zu der Zeit wurde bereits der große Bruder vorgestellt: Der Porsche 917 schockte die Konkurrenz schon auf dem Messestand in Genf durch seine bloße Existenz. Das Unternehmen, das zwei Jahrzehnte lang nur „harmlose“ kleine Sportwagen mit maximal 2000 cm³ gebaut hatte, preschte mit der Neuentwicklung eines zunächst 4,5 Liter großen V12 an die Spitze vor.
Auf den Rennstrecken dominierte inzwischen der Dreiliter-908, der in Brands Hatch, in Monza, bei der Targa Florio, in Spa-Francorchamps und beim 1000-km-Rennen auf dem Nürburgring gewinnen konnte, letzterem sogar mit einem Fünffach-Sieg. Die Ford GT 40 waren für normale Rennstrecken fast veraltet, die in der F1 bewährten Dreiliter-V8-Cosworth etwa im Ford P68 wegen Vibrationen auf der Langstrecke unzuverlässig, und auch der schnelle, aber vorwiegend einzeln antretende Ferrari 312P unterlag meist den vielen Porsche 908.
Die Sportwagen-Weltmeisterschaft 1969 war vorzeitig errungen, gegen Ferrari und Ford. Zwar hatte man den Titel schon 1964 dem einstigen Abonnementssieger Ferrari entrissen, aber unter anderen Bedingungen.
Was noch fehlte, war der Sieg im wichtigsten aller Langstreckenrennen, den 24-Stunden von Le Mans. Den sollte der stärkere Porsche 917 sichern, der in Spa sowie zwei Wochen zuvor auf der Nordschleife des Nürburgrings jedoch enttäuschende Auftritte hatte. Der neue Wagen erwies sich dort als fast unfahrbar, die Werkspiloten weigerten sich, den Zwölfzylinder zu fahren, und bevorzugten den 908, mit Erfolg. In Le Mans waren die 917 die schnellsten vor den 908, aber nach 20 Stunden in Führung war keiner mehr vorne mit dabei. Nur der Porsche 908 von Hans Herrmann, der auch schon eine längere Reparatur hinter sich hatte, war noch aussichtsreich im Rennen, gegen zwei der alten Ford GT40 und zwei Matra MS650. In einem äußerst spannenden Finale setzte sich Jacky Ickx mit nur 120 m Vorsprung vor dem Deutschen durch, der durch Bremsverschleiß behindert wurde.
Ein anschließender Dreifachsieg des 908 in Watkins Glen sowie der langersehnte Debüt-Sieg des 917 in Zeltweg waren nur ein schwacher Trost.

### 1970/71
Für langsame Strecken wie Targa Florio und Nürburgring, wo der 917 (und dessen Konkurrent Ferrari 512 S) weniger geeignet war, wurde 1970 und 1971 zur Ergänzung zum bzw. als Ersatz für den 917 die kompakte und wendige Spyderversion 908/3 entwickelt und größtenteils siegreich eingesetzt. Als Basis diente dabei der Porsche 909 Bergspyder.
Auf einem Porsche 908/02 wurde der Schauspieler Steve McQueen beim 12-Stunden-Rennen von Sebring 1970 zusammen mit Pete Revson Zweiter hinter dem Ferrari 512 S von Mario Andretti/Ignazio Giunti/Nino Vaccarella. Derselbe Spyder diente in Le Mans während des Rennens als Kamerafahrzeug für seinen Le-Mans-Film, wobei allerdings McQueen selbst nicht fahren durfte (und auch nicht wie geplant auf seinem 917 zusammen mit Jackie Stewart), weil seiner Versicherung das Risiko zu hoch erschien. Der Wagen kam sogar ins Ziel, wurde aber durch das Gewicht der Kameras gebremst und durch Filmwechsel zu sehr aufgehalten, um die für eine Wertung vorgeschriebene Mindestdistanz zurückzulegen. Der Porsche 908 von Rudi Lins/Helmut Marko wurde hinter Herrmann/Attwood und Larrousse/Kauhsen (beide Porsche 917) Dritter der 24 Stunden von 1970.

### 1972 bis 1982
Nach 1971 wurden nur noch Dreiliter-Prototypen erlaubt, die Sonderregel für Fünfliter-Sportwagen entfiel. Ferrari hatte sich schon 1971 auf die Entwicklung des Ferrari 312PB auf Basis des F1 mit flachem V12-„Boxer“-Motor konzentriert. Auch Alfa Romeo und Matra hatten leistungsstärkere Dreiliter-Motoren als Porsche mit dem luftgekühlten Zweiventiler. Der bisherige Vorteil von Porsche, das niedrigere Gewicht, wurde dagegen durch das FIA-Regelwerk eliminiert, das 650 kg Minimum vorgab. Das waren 100 kg mehr als bei den Porsche 908/03 möglich. Porsche verzichtete somit ab 1972 auf weitere Werkseinsätze in der Sportwagen-WM zugunsten anderer Aktivitäten; die noch vorhandenen, nur bei 4 Rennen eingesetzten 908 wurden verkauft.
Ein privates 1969er Porsche-908-Coupé aus den Beständen von Jo Siffert wurde von Reinhold Joest jedoch 1972 in Le Mans eingesetzt, wobei der dritte Platz erreicht wurde. Auch weiterhin wurden von Kunden verschiedene 908 bei Langstreckenrennen wie dem 1000-km-Rennen auf dem Nürburgring gefahren.

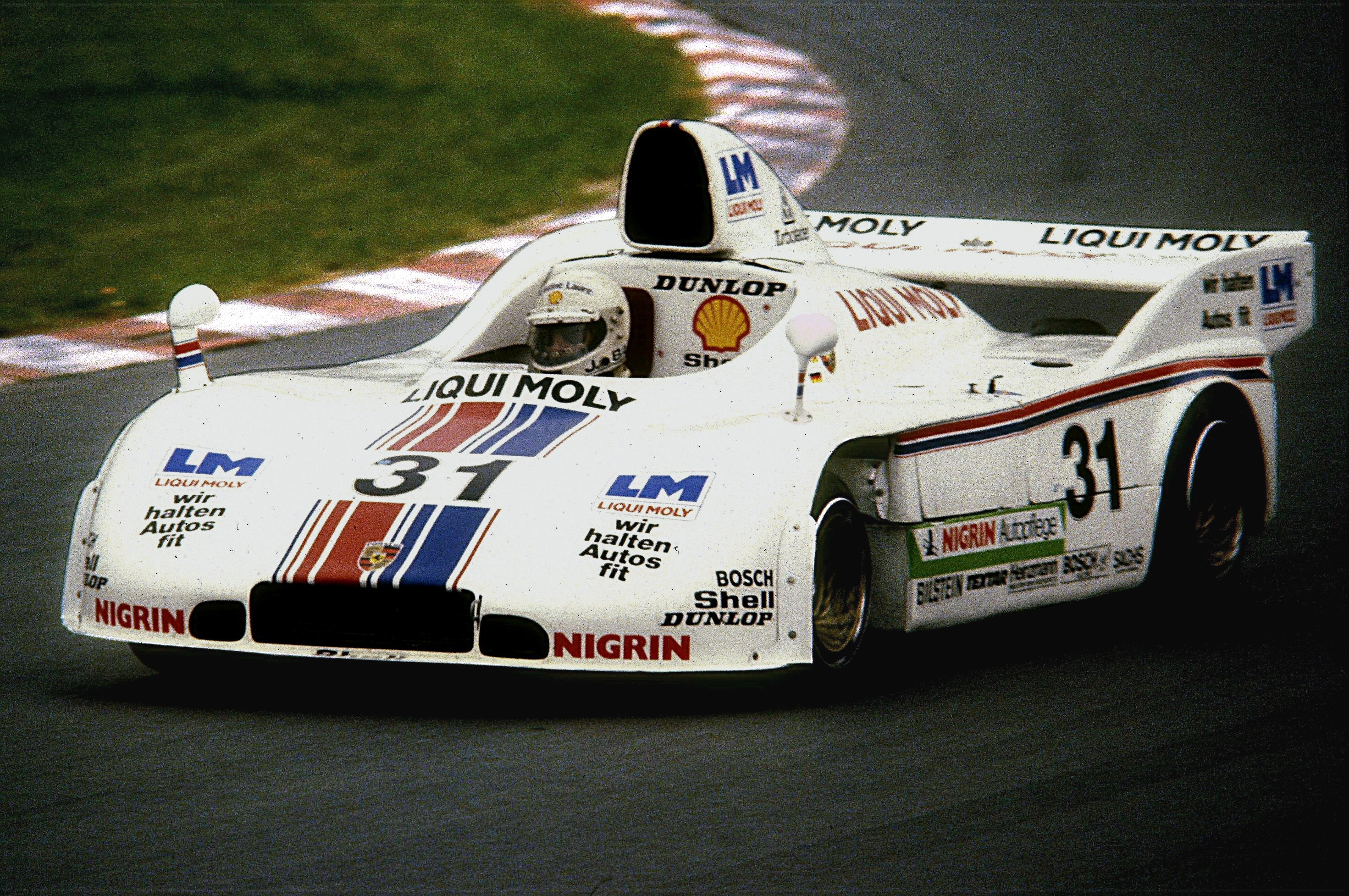
Jürgen Barth im 908/3 Turbo 1980 auf dem Nürburgring

Nachdem Porsche den Leistungsnachteil in der Dreiliter-Klasse durch die Entwicklung moderner Turbo-Motoren in einen Vorteil verwandelt hatte und diesen ab 1976 im Porsche 936 in Erfolge umsetzte, ersetzten auch 908-Eigner die veralteten Achtzylinder-Sauger durch Turbos mit 2140 cm³ gemäß dem Handicapfaktor 1,4. Dadurch stieg die Leistungsausbeute von 370 auf 450 PS bis deutlich über 500 PS. 1980 gewannen Rolf Stommelen/Jürgen Barth mit einem modifizierten 908/3 von Reinhold Joest bzw. Liqui Moly Equipe das 1000-km-Rennen auf dem Nürburgring (1004,52 km) in 5:52:15,1 Stunden.
Der von Joest und Jacky Ickx 1980 in Le Mans auf den zweiten Platz pilotierte, als Porsche 908/80 Turbo bezeichnete Wagen war jedoch eigentlich ein aus Werksersatzteilen aufgebauter, verkappter Porsche 936. Ab 1982 wurden die neuen Regeln der Gruppe C gültig, bei der die Motoren weitgehend freigestellt wurden. Zudem hatte die Aerodynamik große Fortschritte gemacht, sodass die 908 nun endgültig als veraltet galten, trotz Achtungserfolgen gegen die unerprobten neuen Wagen.
Heute werden einige 908 noch bei Rennserien historischer Fahrzeuge wie der Classic Endurance Racing eingesetzt.

### Die Ergebnisse 1968 bis 1982
1968
| Sportwagen-Weltmeisterschaft 1968    | Sportwagen-Weltmeisterschaft 1968 | Sportwagen-Weltmeisterschaft 1968 | Sportwagen-Weltmeisterschaft 1968      | Sportwagen-Weltmeisterschaft 1968 | Sportwagen-Weltmeisterschaft 1968 |
| Rennen                               | Rennen                            | Rennen                            | Rennen                                 | Rennen                            | Rennen                            |
| Pos.                                 | Nr.                               | Team                              | Fahrer                                 | Chassistyp                        | Motortyp                          |
| ------------------------------------ | --------------------------------- | --------------------------------- | -------------------------------------- | --------------------------------- | --------------------------------- |
| 1000-km-Rennen von Monza             |                                   |                                   |                                        |                                   |                                   |
| 11                                   | 5                                 | Porsche System Engineering        | Ludovico Scarfiotti Gerhard Mitter     | 908 LH                            | 3,0 l                             |
| 19                                   | 4                                 | Porsche System Engineering        | Jo Siffert Hans Herrmann               | 908 LH                            | 3,0 l                             |
| 1000-km-Rennen am Nürburgring        |                                   |                                   |                                        |                                   |                                   |
| 1                                    | 2                                 | Porsche System Engineering        | Jo Siffert Vic Elford                  | 908                               | 3,0 l                             |
| 1000-km-Rennen von Spa-Francorchamps |                                   |                                   |                                        |                                   |                                   |
| 3                                    | 5                                 | Porsche System Engineering        | Hans Herrmann Rolf Stommelen           | 908                               | 3,0 l                             |
| 6-Stunden-Rennen von Watkins Glen    |                                   |                                   |                                        |                                   |                                   |
| 6                                    | 2                                 | Porsche System Engineering        | Hans Herrmann Tetsu Ikuzawa Jo Siffert | 908                               | 3,0 l                             |
| 500-km-Rennen von Zeltweg            |                                   |                                   |                                        |                                   |                                   |
| 1                                    | 1                                 | Porsche System Engineering        | Jo Siffert                             | 908                               | 3,0 l                             |
| 2                                    | 3                                 | Porsche System Engineering        | Hans Herrmann Kurt Ahrens              | 908                               | 3,0 l                             |
| 8                                    | 2                                 | Porsche System Engineering        | Vic Elford                             | 908                               | 3,0 l                             |
| 24-Stunden-Rennen von Le Mans        |                                   |                                   |                                        |                                   |                                   |
| 3                                    | 33                                | Porsche System Engineering        | Rolf Stommelen Jochen Neerpasch        | 908                               | 3,0 l                             |

1969
| Sportwagen-Weltmeisterschaft 1969    | Sportwagen-Weltmeisterschaft 1969 | Sportwagen-Weltmeisterschaft 1969 | Sportwagen-Weltmeisterschaft 1969 | Sportwagen-Weltmeisterschaft 1969 | Sportwagen-Weltmeisterschaft 1969 |
| Rennen                               | Rennen                            | Rennen                            | Rennen                            | Rennen                            | Rennen                            |
| Pos.                                 | Nr.                               | Team                              | Fahrer                            | Chassistyp                        | Motortyp                          |
| ------------------------------------ | --------------------------------- | --------------------------------- | --------------------------------- | --------------------------------- | --------------------------------- |
| 12-Stunden-Rennen von Sebring        |                                   |                                   |                                   |                                   |                                   |
| 3                                    | 27                                | Porsche System Engineering        | Rolf Stommelen Joe Buzzetta       | 908/02                            | 3,0 l                             |
| 5                                    | 29                                | Porsche System Engineering        | Gerhard Mitter Udo Schütz         | 908/02                            | 3,0 l                             |
| 7                                    | 30                                | Porsche System Engineering        | Vic Elford Richard Attwood        | 908/02                            | 3,0 l                             |
| 500-Meilen-Rennen von Brands Hatch   |                                   |                                   |                                   |                                   |                                   |
| 1                                    | 53                                | Porsche System Engineering        | Jo Siffert Brian Redman           | 908/02                            | 3,0 l                             |
| 2                                    | 55                                | Porsche System Engineering        | Vic Elford Richard Attwood        | 908/02                            | 3,0 l                             |
| 3                                    | 54                                | Porsche System Engineering        | Gerhard Mitter Udo Schütz         | 908/02                            | 3,0 l                             |
| 6                                    | 56                                | Porsche System Engineering        | Hans Herrmann Rolf Stommelen      | 908/02                            | 3,0 l                             |
| 1000-km-Rennen von Monza             |                                   |                                   |                                   |                                   |                                   |
| 1                                    | 4                                 | Porsche System Engineering        | Jo Siffert Brian Redman           | 908 LH                            | 3,0 l                             |
| 2                                    | 7                                 | Porsche System Engineering        | Hans Herrmann Kurt Ahrens         | 908 LH                            | 3,0 l                             |
| 16                                   | 6                                 | Porsche System Engineering        | Vic Elford Richard Attwood        | 908 LH                            | 3,0 l                             |
| Targa Florio                         |                                   |                                   |                                   |                                   |                                   |
| 1                                    | 266                               | Porsche System Engineering        | Gerhard Mitter Udo Schütz         | 908/02                            | 3,0 l                             |
| 2                                    | 270                               | Porsche System Engineering        | Vic Elford Umberto Maglioli       | 908/02                            | 3,0 l                             |
| 3                                    | 274                               | Porsche System Engineering        | Rolf Stommelen Hans Herrmann      | 908/02                            | 3,0 l                             |
| 4                                    | 272                               | Porsche System Engineering        | Willi Kauhsen Karl von Wendt      | 908/02                            | 3,0 l                             |
| 1000-km-Rennen von Spa-Francorchamps |                                   |                                   |                                   |                                   |                                   |
| 1                                    | 25T                               | Porsche System Engineering        | Jo Siffert Brian Redman           | 908 LH                            | 3,0 l                             |
| 3                                    | 10                                | Porsche System Engineering        | Vic Elford Kurt Ahrens            | 908 LH                            | 3,0 l                             |
| 4                                    | 11                                | Porsche System Engineering        | Hans Herrmann Rolf Stommelen      | 908 LH                            | 3,0 l                             |
| 1000-km-Rennen am Nürburgring        |                                   |                                   |                                   |                                   |                                   |
| 1                                    | 1T                                | Porsche System Engineering        | Jo Siffert Brian Redman           | 908/02                            | 3,0 l                             |
| 2                                    | 4                                 | Porsche System Engineering        | Rolf Stommelen Hans Herrmann      | 908/02                            | 3,0 l                             |
| 3                                    | 3T                                | Porsche System Engineering        | Vic Elford Kurt Ahrens            | 908/02                            | 3,0 l                             |
| 4                                    | 6                                 | Porsche Salzburg                  | Rudi Lins Richard Attwood         | 908/02                            | 3,0 l                             |
| 5                                    | 5                                 | Porsche System Engineering        | Willi Kauhsen Karl von Wendt      | 908/02                            | 3,0 l                             |
| 24-Stunden-Rennen von Le Mans        |                                   |                                   |                                   |                                   |                                   |
| 2                                    | 64                                | Porsche System Engineering        | Hans Herrmann Gérard Larrousse    | 908 LH                            | 3,0 l                             |
| 6-Stunden-Rennen von Watkins Glen    |                                   |                                   |                                   |                                   |                                   |
| 1                                    | 1                                 | Porsche of Austria                | Jo Siffert Brian Redman           | 908/02                            | 3,0 l                             |
| 2                                    | 4                                 | A. G. Dean (Racing) Ltd.          | Vic Elford Richard Attwood        | 908/02                            | 3,0 l                             |
| 3                                    | 2                                 | Porsche of Austria                | Joe Buzzetta Rudi Lins            | 908/02                            | 3,0 l                             |
| 1000-km-Rennen von Zeltweg           |                                   |                                   |                                   |                                   |                                   |
| 4                                    | 11                                | Sport Cars Broström               | Masten Gregory Richard Broström   | 908/02                            | 3,0 l                             |
| 5                                    | 41                                | Porsche Salzburg                  | Rudi Lins Gérard Larrousse        | 908/02 LH                         | 3,0 l                             |
| 6                                    | 5                                 | Porsche Salzburg                  | Willi Kauhsen Karl von Wendt      | 908/02 LH                         | 3,0 l                             |
| 7                                    | 3                                 | Gesipa Racing Team                | Jürgen Neuhaus Dieter Fröhlich    | 908/02                            | 3,0 l                             |

| CanAm 1969                               | CanAm 1969 | CanAm 1969               | CanAm 1969 | CanAm 1969 | CanAm 1969 |
| Rennen                                   | Rennen     | Rennen                   | Rennen     | Rennen     | Rennen     |
| Pos.                                     | Nr.        | Team                     | Fahrer     | Chassistyp | Motortyp   |
| ---------------------------------------- | ---------- | ------------------------ | ---------- | ---------- | ---------- |
| Watkins Glen Can-Am, Watkins Glen        |            |                          |            |            |            |
| 6                                        | 1          | Porsche of Austria       | Jo Siffert | 908/02     | 3,0 l      |
| 9                                        | 14         | A. G. Dean (Racing) Ltd. | Tony Dean  | 908/02     | 3,0 l      |
| Buckeye Can-Am, Mid-Ohio                 |            |                          |            |            |            |
| 8                                        | 9          | A. G. Dean (Racing) Ltd. | Tony Dean  | 908/02     | 3,0 l      |
| Road America Can-Am, Road America        |            |                          |            |            |            |
| 5                                        | 9          | A. G. Dean (Racing) Ltd. | Tony Dean  | 908/02     | 3,0 l      |
| Bridgehampton Grand Prix, Bridgehampton  |            |                          |            |            |            |
| 6                                        | 9          | A. G. Dean (Racing) Ltd. | Tony Dean  | 908/02     | 3,0 l      |
| Michigan International Can-Am, Michigan  |            |                          |            |            |            |
| 7                                        | 8          | A. G. Dean (Racing) Ltd. | Tony Dean  | 908/02     | 3,0 l      |
| Monterey Castrol Grand Prix, Laguna Seca |            |                          |            |            |            |
| 7                                        | 8          | A. G. Dean (Racing) Ltd. | Tony Dean  | 908/02     | 3,0 l      |
| Los Angeles Times Grand Prix, Riverside  |            |                          |            |            |            |
| 7                                        | 8          | A. G. Dean (Racing) Ltd. | Tony Dean  | 908/02     | 3,0 l      |
| Texas International Grand Prix, Texas    |            |                          |            |            |            |
| 8                                        | 8          | A. G. Dean (Racing) Ltd. | Tony Dean  | 908/02     | 3,0 l      |

1970
| Sportwagen-Weltmeisterschaft 1970    | Sportwagen-Weltmeisterschaft 1970 | Sportwagen-Weltmeisterschaft 1970 | Sportwagen-Weltmeisterschaft 1970             | Sportwagen-Weltmeisterschaft 1970 | Sportwagen-Weltmeisterschaft 1970 |
| Rennen                               | Rennen                            | Rennen                            | Rennen                                        | Rennen                            | Rennen                            |
| Pos.                                 | Nr.                               | Team                              | Fahrer                                        | Chassistyp                        | Motortyp                          |
| ------------------------------------ | --------------------------------- | --------------------------------- | --------------------------------------------- | --------------------------------- | --------------------------------- |
| 12-Stunden-Rennen von Sebring        |                                   |                                   |                                               |                                   |                                   |
| 2                                    | 48                                | Solar Productions                 | Steve McQueen Peter Revson                    | 908/02                            | 3,0 l                             |
| 7                                    | 56                                | Martini International Racing      | Gerhard Koch Gérard Larrousse Richard Attwood | 908/02                            | 3,0 l                             |
| 1000-km-Rennen von Brands Hatch      |                                   |                                   |                                               |                                   |                                   |
| 4                                    | 57                                | Team AAW                          | Gijs van Lennep Hans Laine                    | 908/02                            | 3,0 l                             |
| 7                                    | 56                                | Martini International Racing      | Gérard Larrousse Gerhard Koch                 | 908/02                            | 3,0 l                             |
| 1000-km-Rennen von Monza             |                                   |                                   |                                               |                                   |                                   |
| 14                                   | 50                                | Martini International Racing      | Gérard Larrousse Rudi Lins                    | 908/02 LH                         | 3,0 l                             |
| Targa Florio                         |                                   |                                   |                                               |                                   |                                   |
| 1                                    | 12                                | John Wyer Automotive (Gulf)       | Jo Siffert Brian Redman                       | 908/03                            | 3,0 l                             |
| 2                                    | 40                                | John Wyer Automotive (Gulf)       | Leo Kinnunen Pedro Rodríguez                  | 908/03                            | 3,0 l                             |
| 4                                    | 18                                | Team AAW                          | Gijs van Lennep Hans Laine                    | 908/02                            | 3,0 l                             |
| 5                                    | 36                                | John Wyer Automotive (Gulf)       | Björn Waldegård Richard Attwood               | 908/03                            | 3,0 l                             |
| 13                                   | 26                                | Martini International Racing      | Gérard Larrousse Rudi Lins                    | 908/02                            | 3,0 l                             |
| 1000-km-Rennen von Spa-Francorchamps |                                   |                                   |                                               |                                   |                                   |
| 9                                    | 6                                 | Martini International Racing      | Gérard Larrousse Rudi Lins                    | 908/02                            | 3,0 l                             |
| 11                                   | 5                                 | Martini International Racing      | Hans-Dieter Dechent Helmut Marko              | 908/02                            | 3,0 l                             |
| 1000-km-Rennen am Nürburgring        |                                   |                                   |                                               |                                   |                                   |
| 1                                    | 22                                | Porsche Salzburg                  | Vic Elford Kurt Ahrens                        | 908/03                            | 3,0 l                             |
| 2                                    | 15                                | Porsche Salzburg                  | Hans Herrmann Richard Attwood                 | 908/03                            | 3,0 l                             |
| 5                                    | 1                                 | Martini International Racing      | Gérard Larrousse Helmut Marko                 | 908/02                            | 3,0 l                             |
| 6                                    | 2                                 | Martini International Racing      | Rudi Lins Willi Kauhsen                       | 908/02                            | 3,0 l                             |
| 7                                    | 11                                | German BG Racing Team             | Karl von Wendt Gerhard Koch                   | 908/02                            | 3,0 l                             |
| 8                                    | 4                                 | Asahi-Pentax Racing Team          | Sepp Greger Helmut Leuze                      | 908/02                            | 3,0 l                             |
| 11                                   | 17                                | Gesipa Racing Team                | Dieter Basche Helmut Kelleners Jürgen Neuhaus | 908/02                            | 3,0 l                             |
| 24-Stunden-Rennen von Le Mans        |                                   |                                   |                                               |                                   |                                   |
| 3                                    | 27                                | Martini International Racing      | Rudi Lins Helmut Marko                        | 908/02 LH                         | 3,0 l                             |
| 6-Stunden-Rennen von Watkins Glen    |                                   |                                   |                                               |                                   |                                   |
| 7                                    | 36                                | Martini International Racing      | Helmut Marko Rudi Lins                        | 908/02                            | 3,0 l                             |
| 1000-km-Rennen von Zeltweg           |                                   |                                   |                                               |                                   |                                   |
| 3                                    | 6                                 | Martini International Racing      | Gérard Larrousse Rudi Lins                    | 908/02                            | 3,0 l                             |
| 5                                    | 5                                 | Martini International Racing      | Reinhold Joest Gerold Pankl                   | 908/02                            | 3,0 l                             |
| 6                                    | 12                                | Bosch Racing Team Wien            | Niki Lauda Peter Peter                        | 908/02                            | 3,0 l                             |

| CanAm 1970                                 | CanAm 1970 | CanAm 1970                   | CanAm 1970       | CanAm 1970 | CanAm 1970 |
| Rennen                                     | Rennen     | Rennen                       | Rennen           | Rennen     | Rennen     |
| Pos.                                       | Nr.        | Team                         | Fahrer           | Chassistyp | Motortyp   |
| ------------------------------------------ | ---------- | ---------------------------- | ---------------- | ---------- | ---------- |
| Labatt’s Blue Trophy, Mosport              |            |                              |                  |            |            |
| 4                                          | 8          | A. G. Dean (Racing) Ltd.     | Tony Dean        | 908/02     | 3,0 l      |
| Watkins Glen Can-Am, Watkins Glen          |            |                              |                  |            |            |
| 10                                         | 36         | Martini International Racing | Gérard Larrousse | 908/02     | 3,0 l      |
| 16                                         | 8          | A. G. Dean (Racing) Ltd.     | Tony Dean        | 908/02     | 3,0 l      |
| Klondike 200, Edmonton                     |            |                              |                  |            |            |
| 11                                         | 8          | A. G. Dean (Racing) Ltd.     | Tony Dean        | 908/02     | 3,0 l      |
| Road America Can-Am, Road America          |            |                              |                  |            |            |
| 5                                          | 8          | A. G. Dean (Racing) Ltd.     | Tony Dean        | 908/02     | 3,0 l      |
| Road Atlanta Can-Am, Road Atlanta          |            |                              |                  |            |            |
| 1                                          | 8          | A. G. Dean (Racing) Ltd.     | Tony Dean        | 908/02     | 3,0 l      |
| Minneapolis Tribune Grand Prix, Donnybroke |            |                              |                  |            |            |
| 7                                          | 8          | A. G. Dean (Racing) Ltd.     | Tony Dean        | 908/02     | 3,0 l      |
| Los Angeles Times Grand Prix, Riverside    |            |                              |                  |            |            |
| 9                                          | 8          | A. G. Dean (Racing) Ltd.     | Tony Dean        | 908/02     | 3,0 l      |

| Interserie 1970                           | Interserie 1970 | Interserie 1970              | Interserie 1970  | Interserie 1970 | Interserie 1970 |
| Rennen                                    | Rennen          | Rennen                       | Rennen           | Rennen          | Rennen          |
| Pos.                                      | Nr.             | Team                         | Fahrer           | Chassistyp      | Motortyp        |
| ----------------------------------------- | --------------- | ---------------------------- | ---------------- | --------------- | --------------- |
| 200-Meilen-Rennen von Nürnberg, Norisring |                 |                              |                  |                 |                 |
| 3                                         | 10              | Sport Cars Broström          | Pedro Rodríguez  | 908/02          | 3,0 l           |
| 5                                         | 39              | Bosch Racing Team            | Niki Lauda       | 908/02          | 3,0 l           |
| 7                                         | 36              | German BG Racing Team        | Karl von Wendt   | 908/02          | 3,0 l           |
| 8                                         | 38              | Asahi-Pentax Racing Team     | Helmut Leuze     | 908/02          | 3,0 l           |
| 17                                        | 32              | Martini International Racing | Helmut Marko     | 908/02          | 3,0 l           |
| Südwestpokal, Hockenheim                  |                 |                              |                  |                 |                 |
| 7                                         | 17              | Martini International Racing | Gérard Larrousse | 908/02          | 3,0 l           |
| 9                                         |                 | German BG Racing Team        | Willi Kauhsen    | 908/02          | 3,0 l           |
| 10                                        |                 | Gesipa Racing Team           | Dieter Basche    | 908/02          | 3,0 l           |
| 12                                        |                 | Bosch Racing Team            | Niki Lauda       | 908/02          | 3,0 l           |
| 13                                        |                 | Asahi-Pentax Racing Team     | Helmut Leuze     | 908/02          | 3,0 l           |
| 15                                        | 10              | Sport Cars Broström          | Reine Wisell     | 908/02          | 3,0 l           |
| Großer Preis von Finnland, Keimola        |                 |                              |                  |                 |                 |
| 4                                         | 8               | Martini International Racing | Gérard Larrousse | 908/02          | 3,0 l           |
| 6                                         | 9               | Martini International Racing | Helmut Marko     | 908/02          | 3,0 l           |
| Yellow Pages Sports Car Race, Thruxton    |                 |                              |                  |                 |                 |
| 3                                         | 5               | Martini International Racing | Helmut Marko     | 908/02          | 3,0 l           |
| 5                                         | 8               | Bosch Racing Team            | Niki Lauda       | 908/02          | 3,0 l           |
| 6                                         | 2               | Gesipa Racing Team           | Michel Weber     | 908/02          | 3,0 l           |
| 300-Meilen-Rennen von Hockenheim          |                 |                              |                  |                 |                 |
| 5                                         | 90              | Gesipa Racing Team           | Michel Weber     | 908/02          | 3,0 l           |
| 6                                         | 91              | Asahi-Pentax Racing Team     | Helmut Leuze     | 908/02          | 3,0 l           |

1971
| Sportwagen-Weltmeisterschaft 1971    | Sportwagen-Weltmeisterschaft 1971 | Sportwagen-Weltmeisterschaft 1971 | Sportwagen-Weltmeisterschaft 1971          | Sportwagen-Weltmeisterschaft 1971 | Sportwagen-Weltmeisterschaft 1971 |
| Rennen                               | Rennen                            | Rennen                            | Rennen                                     | Rennen                            | Rennen                            |
| Pos.                                 | Nr.                               | Team                              | Fahrer                                     | Chassistyp                        | Motortyp                          |
| ------------------------------------ | --------------------------------- | --------------------------------- | ------------------------------------------ | --------------------------------- | --------------------------------- |
| 1000-km-Rennen von Brands Hatch      |                                   |                                   |                                            |                                   |                                   |
| 10                                   | 53                                | Team Auto Usdau                   | Hans-Dieter Weigel Dieter Spoerry          | 908/02                            | 3,0 l                             |
| 1000-km-Rennen von Monza             |                                   |                                   |                                            |                                   |                                   |
| 10                                   | 21                                | Wicky Racing Team                 | André Wicky Ernesto Brambilla Peter Mattli | 908/02                            | 3,0 l                             |
| 1000-km-Rennen von Spa-Francorchamps |                                   |                                   |                                            |                                   |                                   |
| 5                                    | 3                                 | Ecurie Sonauto Porsche            | Claude Ballot-Léna Guy Chasseuil           | 908/02                            | 3,0 l                             |
| 1000-km-Rennen am Nürburgring        |                                   |                                   |                                            |                                   |                                   |
| 1                                    | 3                                 | Martini International Racing      | Vic Elford Gérard Larrousse                | 908/03                            | 3,0 l                             |
| 2                                    | 1                                 | John Wyer Automotive (Gulf)       | Pedro Rodríguez Jo Siffert                 | 908/03                            | 3,0 l                             |
| 3                                    | 4                                 | Martini International Racing      | Gijs van Lennep Helmut Marko               | 908/03                            | 3,0 l                             |
| 7                                    | 8                                 | Ecurie Sonauto Porsche            | Claude Ballot-Léna Guy Chasseuil           | 908/02                            | 3,0 l                             |
| 8                                    | 7                                 | Ernst Kraus                       | Ernst Kraus Dieter Basche                  | 908/02                            | 3,0 l                             |
| 10                                   | 9                                 | Wicky Racing Team                 | André Wicky Mário Cabral                   | 908/02                            | 3,0 l                             |
| 25                                   | 6                                 | Team Auto Usdau                   | Hans-Dieter Weigel Dieter Spoerry          | 908/02                            | 3,0 l                             |

| CanAm 1971                                 | CanAm 1971 | CanAm 1971                | CanAm 1971     | CanAm 1971 | CanAm 1971 |
| Rennen                                     | Rennen     | Rennen                    | Rennen         | Rennen     | Rennen     |
| Pos.                                       | Nr.        | Team                      | Fahrer         | Chassistyp | Motortyp   |
| ------------------------------------------ | ---------- | ------------------------- | -------------- | ---------- | ---------- |
| Labatt’s Blue Trophy, Mosport              |            |                           |                |            |            |
| 17                                         | 24         | Dick Barbour Porsche-Audi | Dick Barbour   | 908/02     | 3,0 l      |
| Road Atlanta Can-Am, Road Atlanta          |            |                           |                |            |            |
| 12                                         | 24         | Dick Barbour Porsche-Audi | Dick Barbour   | 908/02     | 3,0 l      |
| Buckeye Can-Am, Mid-Ohio                   |            |                           |                |            |            |
| 9                                          | 87         | A. G. Dean (Racing) Ltd.  | Steve Matchett | 908/02     | 3,0 l      |
| Road America Can-Am, Road America          |            |                           |                |            |            |
| 8                                          | 87         | A. G. Dean (Racing) Ltd.  | Steve Matchett | 908/02     | 3,0 l      |
| Minneapolis Tribune Grand Prix, Donnybroke |            |                           |                |            |            |
| 11                                         | 87         | A. G. Dean (Racing) Ltd.  | Steve Matchett | 908/02     | 3,0 l      |
| Molson Can-Am, Edmonton                    |            |                           |                |            |            |
| 11                                         | 87         | A. G. Dean (Racing) Ltd.  | Steve Matchett | 908/02     | 3,0 l      |
| Monterey Castrol Grand Prix, Laguna Seca   |            |                           |                |            |            |
| 13                                         | 87         | A. G. Dean (Racing) Ltd.  | Steve Matchett | 908/02     | 3,0 l      |
| Los Angeles Times Grand Prix, Riverside    |            |                           |                |            |            |
| 13                                         | 24         | Vasek Polak Racing        | Dave Jordan    | 908/02     | 3,0 l      |
| 14                                         | 87         | A. G. Dean (Racing) Ltd.  | Steve Matchett | 908/02     | 3,0 l      |

| Interserie 1971                                    | Interserie 1971 | Interserie 1971    | Interserie 1971    | Interserie 1971 | Interserie 1971 |
| Rennen                                             | Rennen          | Rennen             | Rennen             | Rennen          | Rennen          |
| Pos.                                               | Nr.             | Team               | Fahrer             | Chassistyp      | Motortyp        |
| -------------------------------------------------- | --------------- | ------------------ | ------------------ | --------------- | --------------- |
| Coppa di Schell, Imola                             |                 |                    |                    |                 |                 |
| 13                                                 |                 | Ernst Kraus        | Ernst Kraus        | 908/02          | 3,0 l           |
| Kent 300, Zolder                                   |                 |                    |                    |                 |                 |
| 9                                                  | 44              | Heimken Automobile | Alexander Nolte    | 908             | 3,0 l           |
| 10                                                 | 27              | Ernst Kraus        | Ernst Kraus        | 908/02          | 3,0 l           |
| 300-Meilen-Rennen von Hockenheim                   |                 |                    |                    |                 |                 |
| 6                                                  | 27              | Ernst Kraus        | Ernst Kraus        | 908/02          | 3,0 l           |
| 7                                                  | 44              | Heimken Automobile | Alexander Nolte    | 908             | 3,0 l           |
| 8                                                  | 18              | Team Auto Usdau    | Hans-Dieter Weigel | 908/02          | 3,0 l           |
| 200-Meilen-Rennen von Nürnberg, Norisring          |                 |                    |                    |                 |                 |
| 8                                                  | 44              | Heimken Automobile | Alexander Nolte    | 908             | 3,0 l           |
| 9                                                  | 18              | Team Auto Usdau    | Hans-Dieter Weigel | 908/02          | 3,0 l           |
| Großer Preis von Finnland, Keimola                 |                 |                    |                    |                 |                 |
| 6                                                  | 44              | Heimken Automobile | Alexander Nolte    | 908             | 3,0 l           |
| Preis von Baden-Württemberg und Hessen, Hockenheim |                 |                    |                    |                 |                 |
| 9                                                  |                 | Ernst Kraus        | Ernst Kraus        | 908/02          | 3,0 l           |

1972
| Sportwagen-Weltmeisterschaft 1972 | Sportwagen-Weltmeisterschaft 1972 | Sportwagen-Weltmeisterschaft 1972 | Sportwagen-Weltmeisterschaft 1972        | Sportwagen-Weltmeisterschaft 1972 | Sportwagen-Weltmeisterschaft 1972 |
| Rennen                            | Rennen                            | Rennen                            | Rennen                                   | Rennen                            | Rennen                            |
| Pos.                              | Nr.                               | Team                              | Fahrer                                   | Chassistyp                        | Motortyp                          |
| --------------------------------- | --------------------------------- | --------------------------------- | ---------------------------------------- | --------------------------------- | --------------------------------- |
| 1000-km-Rennen von Buenos Aires   |                                   |                                   |                                          |                                   |                                   |
| 6                                 | 40                                | Escuderia Montjuich               | Juan Fernandez Jorge de Bagration        | 908/03                            | 3,0 l                             |
| 1000-km-Rennen von Brands Hatch   |                                   |                                   |                                          |                                   |                                   |
| 9                                 | 2                                 | Bosch Racing Team                 | Otto Stuppacher Kurt Rieder              | 908/02                            | 3,0 l                             |
| 1000-km-Rennen von Monza          |                                   |                                   |                                          |                                   |                                   |
| 2                                 | 7                                 | Joest Racing                      | Reinhold Joest Gerhard Schüler           | 908/03                            | 3,0 l                             |
| 24-Stunden-Rennen von Le Mans     |                                   |                                   |                                          |                                   |                                   |
| 3                                 | 60                                | Jo Siffert ATE Racing             | Reinhold Joest Michel Weber Mario Casoni | 908 LH                            | 3,0 l                             |
| 6-Stunden-Rennen von Watkins Glen |                                   |                                   |                                          |                                   |                                   |
| 4                                 | 68                                | A. G. Dean (Racing) Ltd.          | Tony Dean Bobby Brown                    | 908/02                            | 3,0 l                             |
| 5                                 | 42                                | Joest Racing                      | Reinhold Joest Mario Casoni              | 908/03                            | 3,0 l                             |

| CanAm 1972                              | CanAm 1972 | CanAm 1972               | CanAm 1972     | CanAm 1972 | CanAm 1972 |
| Rennen                                  | Rennen     | Rennen                   | Rennen         | Rennen     | Rennen     |
| Pos.                                    | Nr.        | Team                     | Fahrer         | Chassistyp | Motortyp   |
| --------------------------------------- | ---------- | ------------------------ | -------------- | ---------- | ---------- |
| Watkins Glen Can-Am, Watkins Glen       |            |                          |                |            |            |
| 9                                       | 68         | A. G. Dean (Racing) Ltd. | Tony Dean      | 908/02     | 3,0 l      |
| 12                                      | 42         | Joest Racing             | Reinhold Joest | 908/03     | 3,0 l      |
| Buckeye Can-Am, Mid-Ohio                |            |                          |                |            |            |
| 14                                      | 68         | A. G. Dean (Racing) Ltd. | Tony Dean      | 908/02     | 3,0 l      |
| Los Angeles Times Grand Prix, Riverside |            |                          |                |            |            |
| 16                                      | 83         | Don Burns Racing         | Dick Hayes     | 908/02     | 3,0 l      |

| Interserie 1972                                    | Interserie 1972 | Interserie 1972 | Interserie 1972 | Interserie 1972 | Interserie 1972 |
| Rennen                                             | Rennen          | Rennen          | Rennen          | Rennen          | Rennen          |
| Pos.                                               | Nr.             | Team            | Fahrer          | Chassistyp      | Motortyp        |
| -------------------------------------------------- | --------------- | --------------- | --------------- | --------------- | --------------- |
| Coppa di Oro Schell, Imola                         |                 |                 |                 |                 |                 |
| 6                                                  | 41              | Joest Racing    | Reinhold Joest  | 908/03          | 3,0 l           |
| Südwestpokal, Hockenheim                           |                 |                 |                 |                 |                 |
| 9                                                  |                 | Albert Pfuhl    | Albert Pfuhl    | 908             | 3,0 l           |
| 200-Meilen-Rennen von Nürnberg, Norisring          |                 |                 |                 |                 |                 |
| 6                                                  |                 | Albert Pfuhl    | Albert Pfuhl    | 908             | 3,0 l           |
| Rheinland-Pfalz Preis, Nürburgring                 |                 |                 |                 |                 |                 |
| 2                                                  | 41              | Joest Racing    | Reinhold Joest  | 908/03          | 3,0 l           |
| 14                                                 |                 | Albert Pfuhl    | Albert Pfuhl    | 908             | 3,0 l           |
| Preis von Baden-Württemberg und Hessen, Hockenheim |                 |                 |                 |                 |                 |
| 4                                                  | 41              | Joest Racing    | Reinhold Joest  | 908/03          | 3,0 l           |

1973
| Sportwagen-Weltmeisterschaft 1973 | Sportwagen-Weltmeisterschaft 1973 | Sportwagen-Weltmeisterschaft 1973   | Sportwagen-Weltmeisterschaft 1973                      | Sportwagen-Weltmeisterschaft 1973 | Sportwagen-Weltmeisterschaft 1973 |
| Rennen                            | Rennen                            | Rennen                              | Rennen                                                 | Rennen                            | Rennen                            |
| Pos.                              | Nr.                               | Team                                | Fahrer                                                 | Chassistyp                        | Motortyp                          |
| --------------------------------- | --------------------------------- | ----------------------------------- | ------------------------------------------------------ | --------------------------------- | --------------------------------- |
| 24-Stunden-Rennen von Daytona     |                                   |                                     |                                                        |                                   |                                   |
| 12                                | 19                                | Harry Bytzek                        | Rudy Bartling Klaus Bytzek Bert Kuehne                 | 908/02                            | 3,0 l                             |
| 6-Stunden-Rennen von Vallelunga   |                                   |                                     |                                                        |                                   |                                   |
| 5                                 | 12                                | Joest Racing                        | Reinhold Joest Mario Casoni                            | 908/03                            | 3,0 l                             |
| 9                                 | 31                                | Porsche Club Romand                 | Claude Haldi Juan Fernandez                            | 908/03                            | 3,0 l                             |
| 1000-km-Rennen von Dijon          |                                   |                                     |                                                        |                                   |                                   |
| 8                                 | 8                                 | Porsche Club Romand                 | Claude Haldi Juan Fernandez                            | 908/03                            | 3,0 l                             |
| 12                                | 15                                | Wicky Racing Team                   | Max Cohen-Olivar André Wicky                           | 908/02                            | 3,0 l                             |
| 1000-km-Rennen am Nürburgring     |                                   |                                     |                                                        |                                   |                                   |
| 4                                 | 3                                 | Porsche Club Romand                 | Claude Haldi Bernard Cheneviére                        | 908/03                            | 3,0 l                             |
| 24-Stunden-Rennen von Le Mans     |                                   |                                     |                                                        |                                   |                                   |
| 5                                 | 3                                 | Escuderia Montjuich – Tergal        | Juan Fernandez Bernard Cheneviére Francisco Torredemer | 908/03                            | 3,0 l                             |
| 7                                 | 4                                 | Guillermo Ortega – Ecuador Marlboro | Guillermo Ortega Fausto Merello                        | 908/02                            | 3,0 l                             |
| 21                                | 52                                | Wicky Racing Team                   | André Wicky Max Cohen-Olivar Philippe Carron           | 908/02                            | 3,0 l                             |

| Interserie 1973                           | Interserie 1973 | Interserie 1973 | Interserie 1973 | Interserie 1973 | Interserie 1973 |
| Rennen                                    | Rennen          | Rennen          | Rennen          | Rennen          | Rennen          |
| Pos.                                      | Nr.             | Team            | Fahrer          | Chassistyp      | Motortyp        |
| ----------------------------------------- | --------------- | --------------- | --------------- | --------------- | --------------- |
| 300-km-Rennen am Nürburgring              |                 |                 |                 |                 |                 |
| 3                                         | 9               | Joest Racing    | Reinhold Joest  | 908/03          | 3,0 l           |
| Coppa di Oro Schell, Imola                |                 |                 |                 |                 |                 |
| 5                                         | 9               | Joest Racing    | Reinhold Joest  | 908/03          | 3,0 l           |
| 200-Meilen-Rennen von Nürnberg, Norisring |                 |                 |                 |                 |                 |
| 3                                         | 9               | Joest Racing    | Reinhold Joest  | 908/03          | 3,0 l           |
| Südwestpokal, Hockenheim                  |                 |                 |                 |                 |                 |
| 4                                         | 9               | Joest Racing    | Reinhold Joest  | 908/03          | 3,0 l           |
| Trofeo Riviera Adriatica, Misano          |                 |                 |                 |                 |                 |
| 3                                         | 9               | Joest Racing    | Reinhold Joest  | 908/03          | 3,0 l           |

1974
| Sportwagen-Weltmeisterschaft 1974 | Sportwagen-Weltmeisterschaft 1974 | Sportwagen-Weltmeisterschaft 1974 | Sportwagen-Weltmeisterschaft 1974                 | Sportwagen-Weltmeisterschaft 1974 | Sportwagen-Weltmeisterschaft 1974 |
| Rennen                            | Rennen                            | Rennen                            | Rennen                                            | Rennen                            | Rennen                            |
| Pos.                              | Nr.                               | Team                              | Fahrer                                            | Chassistyp                        | Motortyp                          |
| --------------------------------- | --------------------------------- | --------------------------------- | ------------------------------------------------- | --------------------------------- | --------------------------------- |
| 1000-km-Rennen von Monza          |                                   |                                   |                                                   |                                   |                                   |
| 7                                 | 14                                | Joest Racing                      | Reinhold Joest Mario Casoni                       | 908/03                            | 3,0 l                             |
| 1000-km-Rennen am Nürburgring     |                                   |                                   |                                                   |                                   |                                   |
| 19                                | 12                                | Joest Racing                      | Reinhold Joest Mario Casoni                       | 908/03                            | 3,0 l                             |
| 1000-km-Rennen von Imola          |                                   |                                   |                                                   |                                   |                                   |
| 8                                 | 9                                 | Joest Racing                      | Paul Blancpain Knut-Holger Lehmann Reinhold Joest | 908/03                            | 3,0 l                             |
| 24-Stunden-Rennen von Le Mans     |                                   |                                   |                                                   |                                   |                                   |
| 19                                | 65                                | Christian Poirot                  | Christian Poirot Jean Rondeau                     | 908/03                            | 3,0 l                             |
| 1000-km-Rennen von Le Castellet   |                                   |                                   |                                                   |                                   |                                   |
| 4                                 | 16                                | Joest Racing                      | Reinhold Joest Mario Casoni                       | 908/03                            | 3,0 l                             |
| 5                                 | 17                                | Joest Racing                      | Paul Blancpain Knut-Holger Lehmann                | 908/03                            | 3,0 l                             |
| 1000-km-Rennen von Brands Hatch   |                                   |                                   |                                                   |                                   |                                   |
| 6                                 | 7                                 | Joest Racing                      | Jürgen Barth Claude Haldi                         | 908/03                            | 3,0 l                             |
| 17                                | 8                                 | Joest Racing                      | Reinhold Joest Mario Casoni                       | 908/03                            | 3,0 l                             |

| CanAm 1974                        | CanAm 1974 | CanAm 1974      | CanAm 1974      | CanAm 1974 | CanAm 1974 |
| Rennen                            | Rennen     | Rennen          | Rennen          | Rennen     | Rennen     |
| Pos.                              | Nr.        | Team            | Fahrer          | Chassistyp | Motortyp   |
| --------------------------------- | ---------- | --------------- | --------------- | ---------- | ---------- |
| Labatt’s Blue Trophy, Mosport     |            |                 |                 |            |            |
| 8                                 | 139        | Rainer Brezinka | Harry Bytzek    | 908/02     | 3,0 l      |
| Road Atlanta Can-Am, Road Atlanta |            |                 |                 |            |            |
| 7                                 | 16         | Dennis Aase     | Dennis Aase     | 908/02     | 3,0 l      |
| Watkins Glen Can-Am, Watkins Glen |            |                 |                 |            |            |
| 6                                 | 16         | Dennis Aase     | Dennis Aase     | 908/02     | 3,0 l      |
| 7                                 | 38         | Rainer Brezinka | Horst Petermann | 908/02     | 3,0 l      |
| Buckeye Can-Am, Mid-Ohio          |            |                 |                 |            |            |
| 7                                 | 16         | Dennis Aase     | Dennis Aase     | 908/02     | 3,0 l      |
| Road America Can-Am, Road America |            |                 |                 |            |            |
| 8                                 | 16         | Dennis Aase     | Dennis Aase     | 908/02     | 3,0 l      |

| Interserie 1974              | Interserie 1974 | Interserie 1974 | Interserie 1974     | Interserie 1974 | Interserie 1974 |
| Rennen                       | Rennen          | Rennen          | Rennen              | Rennen          | Rennen          |
| Pos.                         | Nr.             | Team            | Fahrer              | Chassistyp      | Motortyp        |
| ---------------------------- | --------------- | --------------- | ------------------- | --------------- | --------------- |
| 300-km-Rennen am Nürburgring |                 |                 |                     |                 |                 |
| 3                            |                 | Joest Racing    | Reinhold Joest      | 908/03          | 3,0 l           |
| 13                           |                 | Joest Racing    | Knut-Holger Lehmann | 908/03          | 3,0 l           |
| Hessenpreis, Kassel-Calden   |                 |                 |                     |                 |                 |
| 5                            |                 | Joest Racing    | Reinhold Joest      | 908/03          | 3,0 l           |
| Supersprint, Nürburgring     |                 |                 |                     |                 |                 |
| 4                            |                 | Joest Racing    | Reinhold Joest      | 908/03          | 3,0 l           |

1975
| Sportwagen-Weltmeisterschaft 1975    | Sportwagen-Weltmeisterschaft 1975 | Sportwagen-Weltmeisterschaft 1975   | Sportwagen-Weltmeisterschaft 1975             | Sportwagen-Weltmeisterschaft 1975 | Sportwagen-Weltmeisterschaft 1975 |
| Rennen                               | Rennen                            | Rennen                              | Rennen                                        | Rennen                            | Rennen                            |
| Pos.                                 | Nr.                               | Team                                | Fahrer                                        | Chassistyp                        | Motortyp                          |
| ------------------------------------ | --------------------------------- | ----------------------------------- | --------------------------------------------- | --------------------------------- | --------------------------------- |
| 1000-km-Rennen von Mugello           |                                   |                                     |                                               |                                   |                                   |
| 3                                    | 6                                 | Martini Racing Team                 | Herbert Müller Gijs van Lennep                | 908/03 Turbo                      | 2,1 l                             |
| 8                                    | 11                                | Joest Racing                        | Jürgen Barth Ernst Kraus Mario Casoni         | 908/03                            | 3,0 l                             |
| 16                                   | 7                                 | Martini Racing Team                 | Leo Kinnunen Herbert Müller Gijs van Lennep   | 908/03 Turbo                      | 2,1 l                             |
| 800-km-Rennen von Dijon              |                                   |                                     |                                               |                                   |                                   |
| 2                                    | 10                                | Scuderia Nettuno Ovoro              | Reinhold Joest Mario Casoni                   | 908/03 Turbo                      | 2,1 l                             |
| 9                                    | 7                                 | Martini Racing Team                 | Herbert Müller Gijs van Lennep                | 908/03 Turbo                      | 2,1 l                             |
| 1000-km-Rennen von Monza             |                                   |                                     |                                               |                                   |                                   |
| 2                                    | 5                                 | Scuderia Nettuno Ovoro              | Reinhold Joest Mario Casoni                   | 908/03 Turbo                      | 2,1 l                             |
| 5                                    | 6                                 | Scuderia Nettuno                    | Jürgen Barth Ernst Kraus                      | 908/03                            | 3,0 l                             |
| 1000-km-Rennen von Spa-Francorchamps |                                   |                                     |                                               |                                   |                                   |
| 7                                    | 6                                 | Scuderia Nettuno Ovoro              | Jürgen Barth Mario Casoni Reinhold Joest      | 908/03 Turbo                      | 2,1 l                             |
| 1000-km-Rennen von Pergusa           |                                   |                                     |                                               |                                   |                                   |
| 3                                    | 4                                 | Scuderia Nettuno Ovoro              | Reinhold Joest Mario Casoni                   | 908/03 Turbo                      | 2,1 l                             |
| 7                                    | 7                                 | Martini Racing Team                 | Leo Kinnunen Herbert Müller                   | 908/03 Turbo                      |                                   |
| 1000-km-Rennen am Nürburgring        |                                   |                                     |                                               |                                   |                                   |
| 3                                    | 7                                 | Martini Racing Team                 | Herbert Müller Leo Kinnunen                   | 908/03 Turbo                      | 2,1 l                             |
| 5                                    | 10                                | Scuderia Nettuno                    | Jürgen Barth Ernst Kraus                      | 908/03                            | 3,0 l                             |
| 1000-km-Rennen am Österreichring     |                                   |                                     |                                               |                                   |                                   |
| 3                                    | 5                                 | Scuderia Nettuno Ovoro              | Reinhold Joest Mario Casoni                   | 908/03 Turbo                      | 2,1 l                             |
| 4                                    | 6                                 | Scuderia Nettuno                    | Jürgen Barth Ernst Kraus                      | 908/03                            | 3,0 l                             |
| 9                                    | 4                                 | Martini Racing Team                 | Herbert Müller Leo Kinnunen                   | 908/03 Turbo                      | 2,1 l                             |
| 11                                   | 15                                | Guillermo Ortega – Ecuador Marlboro | Guillermo Ortega Lothar Ranft Xavier Espinosa | 908/02                            | 3,0 l                             |
| 6-Stunden-Rennen von Watkins Glen    |                                   |                                     |                                               |                                   |                                   |
| 4                                    | 8                                 | Scuderia Brescia Corse              | Reinhold Joest Mario Casoni                   | 908/03 Turbo                      | 2,1 l                             |
| 21                                   | 9                                 | Scuderia Brescia Corse              | Jürgen Barth Michael Keyser Bert Kuehne       | 908/03                            | 3,0 l                             |

| Le Mans 1975                  | Le Mans 1975 | Le Mans 1975       | Le Mans 1975                             | Le Mans 1975 | Le Mans 1975 |
| Rennen                        | Rennen       | Rennen             | Rennen                                   | Rennen       | Rennen       |
| Pos.                          | Nr.          | Team               | Fahrer                                   | Chassistyp   | Motortyp     |
| ----------------------------- | ------------ | ------------------ | ---------------------------------------- | ------------ | ------------ |
| 24-Stunden-Rennen von Le Mans |              |                    |                                          |              |              |
| 4                             | 15           | Joest Racing Ovoro | Reinhold Joest Mario Casoni Jürgen Barth | 908/03 Turbo | 2,1 l        |

| Interserie 1975                                    | Interserie 1975 | Interserie 1975     | Interserie 1975 | Interserie 1975 | Interserie 1975 |
| Rennen                                             | Rennen          | Rennen              | Rennen          | Rennen          | Rennen          |
| Pos.                                               | Nr.             | Team                | Fahrer          | Chassistyp      | Motortyp        |
| -------------------------------------------------- | --------------- | ------------------- | --------------- | --------------- | --------------- |
| Preis von Wiesbaden, Hockenheim                    |                 |                     |                 |                 |                 |
| 4                                                  |                 | Joest Racing        | Reinhold Joest  | 908/03 Turbo    | 2,1 l           |
| Flugplatzrennen, Mainz-Finthen                     |                 |                     |                 |                 |                 |
| 1                                                  | 4               | Martini Racing Team | Herbert Müller  | 908/03 Turbo    | 2,1 l           |
| Südwestpokal, Hockenheim                           |                 |                     |                 |                 |                 |
| 2                                                  |                 | Joest Racing        | Reinhold Joest  | 908/03 Turbo    | 2,1 l           |
| 6                                                  |                 | Egon Evertz         | Egon Evertz     | 908/03 Turbo    | 2,1 l           |
| Hessenpreis, Kassel-Calden                         |                 |                     |                 |                 |                 |
| 3                                                  | 0               | Martini Racing Team | Herbert Müller  | 908/03 Turbo    | 2,1 l           |
| 4                                                  |                 | Joest Racing        | Reinhold Joest  | 908/03 Turbo    | 2,1 l           |
| 5                                                  |                 | Joest Racing        | Jürgen Barth    | 908/03          | 3,0 l           |
| Nordsee Cup, Zandvoort                             |                 |                     |                 |                 |                 |
| 2                                                  | 0               | Martini Racing Team | Herbert Müller  | 908/03 Turbo    | 2,1 l           |
| 5                                                  | 42              | Joest Racing        | Reinhold Joest  | 908/03 Turbo    | 2,1 l           |
| 8                                                  | 43              | Joest Racing        | Jürgen Barth    | 908/03          | 3,0 l           |
| Supersprint, Nürburgring                           |                 |                     |                 |                 |                 |
| 3                                                  | 0               | Martini Racing Team | Herbert Müller  | 908/03 Turbo    | 2,1 l           |
| 10                                                 | 25              | Joest Racing        | Jürgen Barth    | 908/03          | 3,0 l           |
| Preis von Baden-Württemberg und Hessen, Hockenheim |                 |                     |                 |                 |                 |
| 6                                                  | 0               | Martini Racing Team | Jürgen Neuhaus  | 908/03 Turbo    | 2,1 l           |
| 8                                                  |                 | Joest Racing        | Jürgen Barth    | 908/03          | 3,0 l           |

1976
| Sportwagen-Weltmeisterschaft 1976 | Sportwagen-Weltmeisterschaft 1976 | Sportwagen-Weltmeisterschaft 1976 | Sportwagen-Weltmeisterschaft 1976       | Sportwagen-Weltmeisterschaft 1976 | Sportwagen-Weltmeisterschaft 1976 |
| Rennen                            | Rennen                            | Rennen                            | Rennen                                  | Rennen                            | Rennen                            |
| Pos.                              | Nr.                               | Team                              | Fahrer                                  | Chassistyp                        | Motortyp                          |
| --------------------------------- | --------------------------------- | --------------------------------- | --------------------------------------- | --------------------------------- | --------------------------------- |
| 300-km-Rennen am Nürburgring      |                                   |                                   |                                         |                                   |                                   |
| 1                                 | 5                                 | Joest Racing                      | Reinhold Joest                          | 908/03 Turbo                      | 2,1 l                             |
| 4-Stunden-Rennen von Monza        |                                   |                                   |                                         |                                   |                                   |
| 3                                 | 5                                 | Joest Racing                      | Horst Godel Jürgen Barth Reinhold Joest | 908/03                            | 3,0 l                             |
| 500-km-Rennen von Imola           |                                   |                                   |                                         |                                   |                                   |
| 3                                 | 5                                 | Joest Racing                      | Jürgen Barth Reinhold Joest Horst Godel | 908/03                            | 3,0 l                             |
| 16                                | 4                                 | Joest Racing                      | Reinhold Joest Ernst Kraus              | 908/03 Turbo                      | 2,1 l                             |
| 4-Stunden-Rennen von Enna         |                                   |                                   |                                         |                                   |                                   |
| 5                                 | 7                                 | Joest Racing                      | Jürgen Barth Horst Godel                | 908/03                            | 3,0 l                             |
| 200-Meilen-Rennen von Mosport     |                                   |                                   |                                         |                                   |                                   |
| 10                                | 39                                | Gary Hirsch                       | Gary Hirsch                             | 908/02                            | 3,0 l                             |
| 16                                | 16                                | Dennis Aase                       | Dennis Aase                             | 908/02                            | 3,0 l                             |
| 500-km-Rennen von Dijon           |                                   |                                   |                                         |                                   |                                   |
| 4                                 | 8                                 | Joest Racing                      | Reinhold Joest Jürgen Barth             | 908/03 Turbo                      | 2,1 l                             |
| 6                                 | 10                                | Joest Racing                      | Bob Wollek Horst Godel                  | 908/03                            | 3,0 l                             |
| 200-Meilen-Rennen am Salzburgring |                                   |                                   |                                         |                                   |                                   |
| 2                                 | 6                                 | Joest Racing                      | Reinhold Joest                          | 908/03 Turbo                      | 2,1 l                             |
| 4                                 | 7                                 | Joest Racing                      | Jürgen Barth                            | 908/03                            | 3,0 l                             |

| Le Mans 1976                  | Le Mans 1976 | Le Mans 1976 | Le Mans 1976                  | Le Mans 1976 | Le Mans 1976 |
| Rennen                        | Rennen       | Rennen       | Rennen                        | Rennen       | Rennen       |
| Pos.                          | Nr.          | Team         | Fahrer                        | Chassistyp   | Motortyp     |
| ----------------------------- | ------------ | ------------ | ----------------------------- | ------------ | ------------ |
| 24-Stunden-Rennen von Le Mans |              |              |                               |              |              |
| 7                             | 17           | Joest Racing | Ernst Kraus Günter Steckkönig | 908/03       | 3,0 l        |

| Interserie 1976                  | Interserie 1976 | Interserie 1976 | Interserie 1976 | Interserie 1976 | Interserie 1976 |
| Rennen                           | Rennen          | Rennen          | Rennen          | Rennen          | Rennen          |
| Pos.                             | Nr.             | Team            | Fahrer          | Chassistyp      | Motortyp        |
| -------------------------------- | --------------- | --------------- | --------------- | --------------- | --------------- |
| Flugplatzrennen, Kassel-Calden   |                 |                 |                 |                 |                 |
| 3                                |                 | Joest Racing    | Ernst Kraus     | 908/03          | 3,0 l           |
| Preis der Nationen, Hockenheim   |                 |                 |                 |                 |                 |
| 1                                | 1               | Joest Racing    | Reinhold Joest  | 908/03 Turbo    | 2,1 l           |
| 4                                | 2               | Joest Racing    | Jürgen Barth    | 908/03          | 3,0 l           |
| Nürburgring Trophäe, Nürburgring |                 |                 |                 |                 |                 |
| 1                                |                 | Joest Racing    | Reinhold Joest  | 908/03 Turbo    | 2,1 l           |
| 2                                |                 | Joest Racing    | Bob Wollek      | 908/03          | 3,0 l           |
| Flugplatzrennen, Mainz-Finthen   |                 |                 |                 |                 |                 |
| 3                                |                 | Joest Racing    | Reinhold Joest  | 908/03 Turbo    | 2,1 l           |
| Südwestpokal, Hockenheim         |                 |                 |                 |                 |                 |
| 1                                | 1               | Joest Racing    | Reinhold Joest  | 908/03 Turbo    | 2,1 l           |
| 3                                | 2               | Joest Racing    | Jürgen Barth    | 908/03          | 3,0 l           |

1977
| Sportwagen-Weltmeisterschaft 1977 | Sportwagen-Weltmeisterschaft 1977 | Sportwagen-Weltmeisterschaft 1977 | Sportwagen-Weltmeisterschaft 1977 | Sportwagen-Weltmeisterschaft 1977 | Sportwagen-Weltmeisterschaft 1977 |
| Rennen                            | Rennen                            | Rennen                            | Rennen                            | Rennen                            | Rennen                            |
| Pos.                              | Nr.                               | Team                              | Fahrer                            | Chassistyp                        | Motortyp                          |
| --------------------------------- | --------------------------------- | --------------------------------- | --------------------------------- | --------------------------------- | --------------------------------- |
| 500-km-Rennen von Dijon           |                                   |                                   |                                   |                                   |                                   |
| 8                                 | 7                                 | Joest Racing                      | Reinhold Joest Claude Haldi       | 908/03 Turbo                      | 2,1 l                             |

| CanAm 1977                        | CanAm 1977 | CanAm 1977   | CanAm 1977      | CanAm 1977 | CanAm 1977 |
| Rennen                            | Rennen     | Rennen       | Rennen          | Rennen     | Rennen     |
| Pos.                              | Nr.        | Team         | Fahrer          | Chassistyp | Motortyp   |
| --------------------------------- | ---------- | ------------ | --------------- | ---------- | ---------- |
| Mont-Tremblant Can-Am, St. Jovite |            |              |                 |            |            |
| 15                                | 39         | R & H Racing | Gary Hirsch     | 908/02     | 3,0 l      |
| Watkins Glen Can-Am, Watkins Glen |            |              |                 |            |            |
| 11                                | 39         | R & H Racing | Gary Hirsch     | 908/02     | 3,0 l      |
| Valvoline Can-Am, Mid-Ohio        |            |              |                 |            |            |
| 21                                | 39         | R & H Racing | Rainer Brezinka | 908/02     | 3,0 l      |

| Interserie 1977                         | Interserie 1977 | Interserie 1977 | Interserie 1977 | Interserie 1977 | Interserie 1977 |
| Rennen                                  | Rennen          | Rennen          | Rennen          | Rennen          | Rennen          |
| Pos.                                    | Nr.             | Team            | Fahrer          | Chassistyp      | Motortyp        |
| --------------------------------------- | --------------- | --------------- | --------------- | --------------- | --------------- |
| Nürburgring Trophäe, Nürburgring        |                 |                 |                 |                 |                 |
| 3                                       |                 | Joest Racing    | Reinhold Joest  | 908/03 Turbo    | 2,1 l           |
| 4                                       |                 | Joest Racing    | Jürgen Barth    | 908/03          | 3,0 l           |
| Int. Rundstreckenrennen Ulm, Ulm-Mengen |                 |                 |                 |                 |                 |
| 1                                       | 1               | Joest Racing    | Reinhold Joest  | 908/03 Turbo    | 2,1 l           |
| Rennsport Finale, Hockenheim            |                 |                 |                 |                 |                 |
| 3                                       | 1               | Joest Racing    | Reinhold Joest  | 908/03 Turbo    | 2,1 l           |

1978
| Interserie 1978                         | Interserie 1978 | Interserie 1978       | Interserie 1978 | Interserie 1978 | Interserie 1978 |
| Rennen                                  | Rennen          | Rennen                | Rennen          | Rennen          | Rennen          |
| Pos.                                    | Nr.             | Team                  | Fahrer          | Chassistyp      | Motortyp        |
| --------------------------------------- | --------------- | --------------------- | --------------- | --------------- | --------------- |
| 300-km-Rennen am Nürburgring            |                 |                       |                 |                 |                 |
| 2                                       |                 | Equipe Liqui Moly     | Reinhold Joest  | 908/03 Turbo    | 2,1 l           |
| Goodyear Trophäe, Colmar-Berg           |                 |                       |                 |                 |                 |
| 1                                       |                 | Equipe Liqui Moly     | Reinhold Joest  | 908/03 Turbo    | 2,1 l           |
| 2                                       |                 | Porsche Kremer Racing | Bob Wollek      | 908/03 Turbo    | 2,1 l           |
| Flugplatzrennen, Kassel-Calden          |                 |                       |                 |                 |                 |
| 1                                       |                 | Porsche Kremer Racing | Bob Wollek      | 908/03 Turbo    | 2,1 l           |
| 2                                       |                 | Equipe Liqui Moly     | Reinhold Joest  | 908/03 Turbo    | 2,1 l           |
| Int. Rundstreckenrennen Ulm, Ulm-Mengen |                 |                       |                 |                 |                 |
| 1                                       | 1               | Equipe Liqui Moly     | Reinhold Joest  | 908/03 Turbo    | 2,1 l           |
| 2                                       | 2               | Porsche Kremer Racing | Bob Wollek      | 908/03 Turbo    | 2,1 l           |
| Nürburgring Trophäe, Nürburgring        |                 |                       |                 |                 |                 |
| 1                                       |                 | Equipe Liqui Moly     | Reinhold Joest  | 908/03 Turbo    | 2,1 l           |
| 2                                       |                 | Porsche Kremer Racing | Bob Wollek      | 908/03 Turbo    | 2,1 l           |

1979
| Sportwagen-Weltmeisterschaft 1979 | Sportwagen-Weltmeisterschaft 1979 | Sportwagen-Weltmeisterschaft 1979 | Sportwagen-Weltmeisterschaft 1979 | Sportwagen-Weltmeisterschaft 1979 | Sportwagen-Weltmeisterschaft 1979 |
| Rennen                            | Rennen                            | Rennen                            | Rennen                            | Rennen                            | Rennen                            |
| Pos.                              | Nr.                               | Team                              | Fahrer                            | Chassistyp                        | Motortyp                          |
| --------------------------------- | --------------------------------- | --------------------------------- | --------------------------------- | --------------------------------- | --------------------------------- |
| 6-Stunden-Rennen von Dijon        |                                   |                                   |                                   |                                   |                                   |
| 1                                 | 31                                | Liqui Moly Joest Racing           | Reinhold Joest Volkert Merl       | 908/03 Turbo                      | 2,1 l                             |
| 6-Stunden-Rennen von Brands Hatch |                                   |                                   |                                   |                                   |                                   |
| 1                                 | 31                                | Liqui Moly Joest Racing           | Reinhold Joest Volkert Merl       | 908/03 Turbo                      | 2,1 l                             |

| Interserie 1979                           | Interserie 1979 | Interserie 1979         | Interserie 1979               | Interserie 1979 | Interserie 1979 |
| Rennen                                    | Rennen          | Rennen                  | Rennen                        | Rennen          | Rennen          |
| Pos.                                      | Nr.             | Team                    | Fahrer                        | Chassistyp      | Motortyp        |
| ----------------------------------------- | --------------- | ----------------------- | ----------------------------- | --------------- | --------------- |
| 1000-km-Rennen am Nürburgring             |                 |                         |                               |                 |                 |
| 1                                         | 101             | Liqui Moly Joest Racing | Rolf Stommelen Reinhold Joest | 908/03 Turbo    | 2,1 l           |
| Int. Rundstreckenrennen Ulm, Ulm-Leipheim |                 |                         |                               |                 |                 |
| 1                                         | 1               | Liqui Moly Joest Racing | Rolf Stommelen                | 908/03 Turbo    | 2,1 l           |
| Int. Hessen-Cup, Hockenheim               |                 |                         |                               |                 |                 |
| 1                                         |                 | Liqui Moly Joest Racing | Reinhold Joest                | 908/03 Turbo    | 2,1 l           |
| Hessenpreis, Kassel-Calden                |                 |                         |                               |                 |                 |
| 1                                         |                 | Liqui Moly Joest Racing | Rolf Stommelen                | 908/03 Turbo    | 2,1 l           |

1980
| Sportwagen-Weltmeisterschaft 1980 | Sportwagen-Weltmeisterschaft 1980 | Sportwagen-Weltmeisterschaft 1980 | Sportwagen-Weltmeisterschaft 1980 | Sportwagen-Weltmeisterschaft 1980 | Sportwagen-Weltmeisterschaft 1980 |
| Rennen                            | Rennen                            | Rennen                            | Rennen                            | Rennen                            | Rennen                            |
| Pos.                              | Nr.                               | Team                              | Fahrer                            | Chassistyp                        | Motortyp                          |
| --------------------------------- | --------------------------------- | --------------------------------- | --------------------------------- | --------------------------------- | --------------------------------- |
| 6-Stunden-Rennen von Brands Hatch |                                   |                                   |                                   |                                   |                                   |
| 10                                | 2                                 | Siegfried Brunn                   | Siegfried Brunn Albert Obrist     | 908/03                            | 3,0 l                             |
| 1000-km-Rennen von Monza          |                                   |                                   |                                   |                                   |                                   |
| 13                                | 35                                | Siegfried Brunn                   | Siegfried Brunn Herbert Müller    | 908/03                            | 3,0 l                             |
| 6-Stunden-Rennen von Silverstone  |                                   |                                   |                                   |                                   |                                   |
| 2                                 | 5                                 | Siegfried Brunn                   | Siegfried Brunn Jürgen Barth      | 908/03                            | 3,0 l                             |
| 1000-km-Rennen am Nürburgring     |                                   |                                   |                                   |                                   |                                   |
| 1                                 | 31                                | Liqui Moly Joest Racing           | Rolf Stommelen Jürgen Barth       | 908/03 Turbo                      | 2,1 l                             |
| 6-Stunden-Rennen von Vallelunga   |                                   |                                   |                                   |                                   |                                   |
| 2                                 | 5                                 | Siegfried Brunn                   | Siegfried Brunn Derek Bell        | 908/03                            | 3,0 l                             |

| Interserie 1980                              | Interserie 1980 | Interserie 1980   | Interserie 1980 | Interserie 1980 | Interserie 1980 |
| Rennen                                       | Rennen          | Rennen            | Rennen          | Rennen          | Rennen          |
| Pos.                                         | Nr.             | Team              | Fahrer          | Chassistyp      | Motortyp        |
| -------------------------------------------- | --------------- | ----------------- | --------------- | --------------- | --------------- |
| 300-km-Rennen am Nürburgring                 |                 |                   |                 |                 |                 |
| 1                                            | 31              | Equipe Liqui Moly | Rolf Stommelen  | 908/03 Turbo    | 2,1 l           |
| 3                                            | 33              | Equipe Liqui Moly | Volkert Merl    | 908/03          | 3,0 l           |
| Supersport-Rennen am Österreichring, Zeltweg |                 |                   |                 |                 |                 |
| 1                                            | 2               | Equipe Liqui Moly | Volkert Merl    | 908/03 Turbo    | 2,1 l           |
| Mezinárodní závod automobilů, Most           |                 |                   |                 |                 |                 |
| 2                                            | 2               | Equipe Liqui Moly | Volkert Merl    | 908/03 Turbo    | 2,1 l           |
| Int. Hessen-Cup, Hockenheim                  |                 |                   |                 |                 |                 |
| 4                                            | 2               | Equipe Liqui Moly | Volkert Merl    | 908/03 Turbo    | 2,1 l           |
| Hessenpreis, Kassel-Calden                   |                 |                   |                 |                 |                 |
| 1                                            |                 | Equipe Liqui Moly | Volkert Merl    | 908/03 Turbo    | 2,1 l           |

1981
| Sportwagen-Weltmeisterschaft 1981 | Sportwagen-Weltmeisterschaft 1981 | Sportwagen-Weltmeisterschaft 1981 | Sportwagen-Weltmeisterschaft 1981 | Sportwagen-Weltmeisterschaft 1981 | Sportwagen-Weltmeisterschaft 1981 |
| Rennen                            | Rennen                            | Rennen                            | Rennen                            | Rennen                            | Rennen                            |
| Pos.                              | Nr.                               | Team                              | Fahrer                            | Chassistyp                        | Motortyp                          |
| --------------------------------- | --------------------------------- | --------------------------------- | --------------------------------- | --------------------------------- | --------------------------------- |
| 6-Stunden-Rennen von Mugello      |                                   |                                   |                                   |                                   |                                   |
| 11                                | 12                                | Siegfried Brunn                   | Siegfried Brunn Eddie Jordan      | 908/03                            | 3,0 l                             |
| 1000-km-Rennen von Monza          |                                   |                                   |                                   |                                   |                                   |
| 5                                 | 11                                | Siegfried Brunn                   | Siegfried Brunn Eddie Jordan      | 908/03 Turbo                      | 2,1 l                             |
| 6-Stunden-Rennen von Silverstone  |                                   |                                   |                                   |                                   |                                   |
| 3                                 | 7                                 | Siegfried Brunn                   | Siegfried Brunn Eddie Jordan      | 908/03 Turbo                      | 2,1 l                             |
| 1000-km-Rennen am Nürburgring     |                                   |                                   |                                   |                                   |                                   |
| 6                                 | 2                                 | Joest Racing                      | Volkert Merl Jürgen Barth         | 908/03 Turbo                      | 2,1 l                             |

| Interserie 1981               | Interserie 1981 | Interserie 1981 | Interserie 1981 | Interserie 1981 | Interserie 1981 |
| Rennen                        | Rennen          | Rennen          | Rennen          | Rennen          | Rennen          |
| Pos.                          | Nr.             | Team            | Fahrer          | Chassistyp      | Motortyp        |
| ----------------------------- | --------------- | --------------- | --------------- | --------------- | --------------- |
| 1000-km-Rennen am Nürburgring |                 |                 |                 |                 |                 |
| 4                             | 43              | Siegfried Brunn | Siegfried Brunn | 908/03 Turbo    | 2,1 l           |
| Rennen am Nürburgring         |                 |                 |                 |                 |                 |
| 4                             | 2               | Joest Racing    | Volkert Merl    | 908/03 Turbo    | 2,1 l           |
| 6                             | 3               | Siegfried Brunn | Siegfried Brunn | 908/03 Turbo    | 2,1 l           |

1982
| Interserie 1982                              | Interserie 1982 | Interserie 1982 | Interserie 1982 | Interserie 1982 | Interserie 1982 |
| Rennen                                       | Rennen          | Rennen          | Rennen          | Rennen          | Rennen          |
| Pos.                                         | Nr.             | Team            | Fahrer          | Chassistyp      | Motortyp        |
| -------------------------------------------- | --------------- | --------------- | --------------- | --------------- | --------------- |
| 300-km-Rennen am Nürburgring                 |                 |                 |                 |                 |                 |
| 2                                            | 2               | Joest Racing    | Volkert Merl    | 908/03 Turbo    | 2,1 l           |
| Supersport-Rennen am Österreichring, Zeltweg |                 |                 |                 |                 |                 |
| 3                                            | 2               | Joest Racing    | Volkert Merl    | 908/03 Turbo    | 2,1 l           |
| Großer Preis der Tourenwagen, Nürburgring    |                 |                 |                 |                 |                 |
| 3                                            | 2               | Joest Racing    | Volkert Merl    | 908/03 Turbo    | 2,1 l           |
| Int. ADAC-Flughafenrennen, Siegerland        |                 |                 |                 |                 |                 |
| 1                                            | 2               | Joest Racing    | Volkert Merl    | 908/03 Turbo    | 2,1 l           |

## Technische Daten
Der Porsche 908 wurde vom Werk von 1968 bis 1971 in folgenden Ausführungen produziert und eingesetzt:

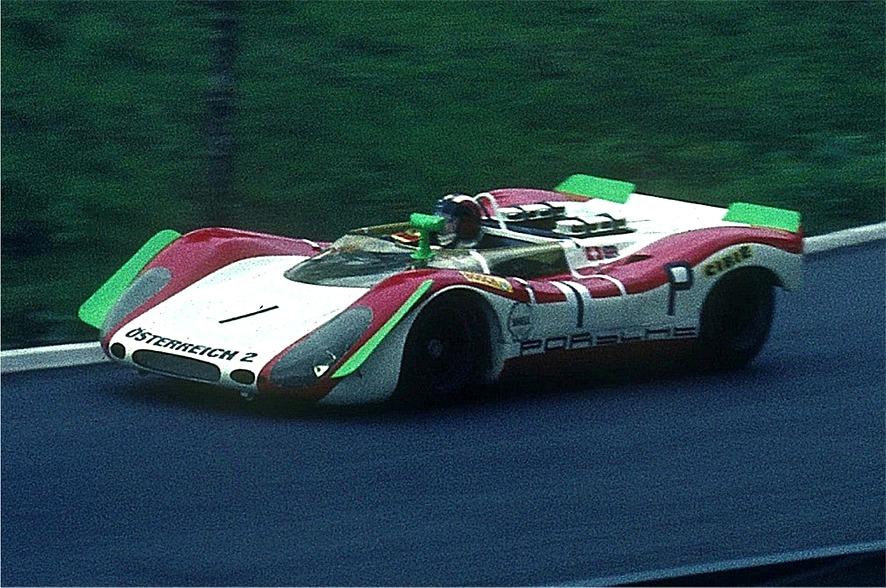
Porsche 908/2 Spyder – 1969

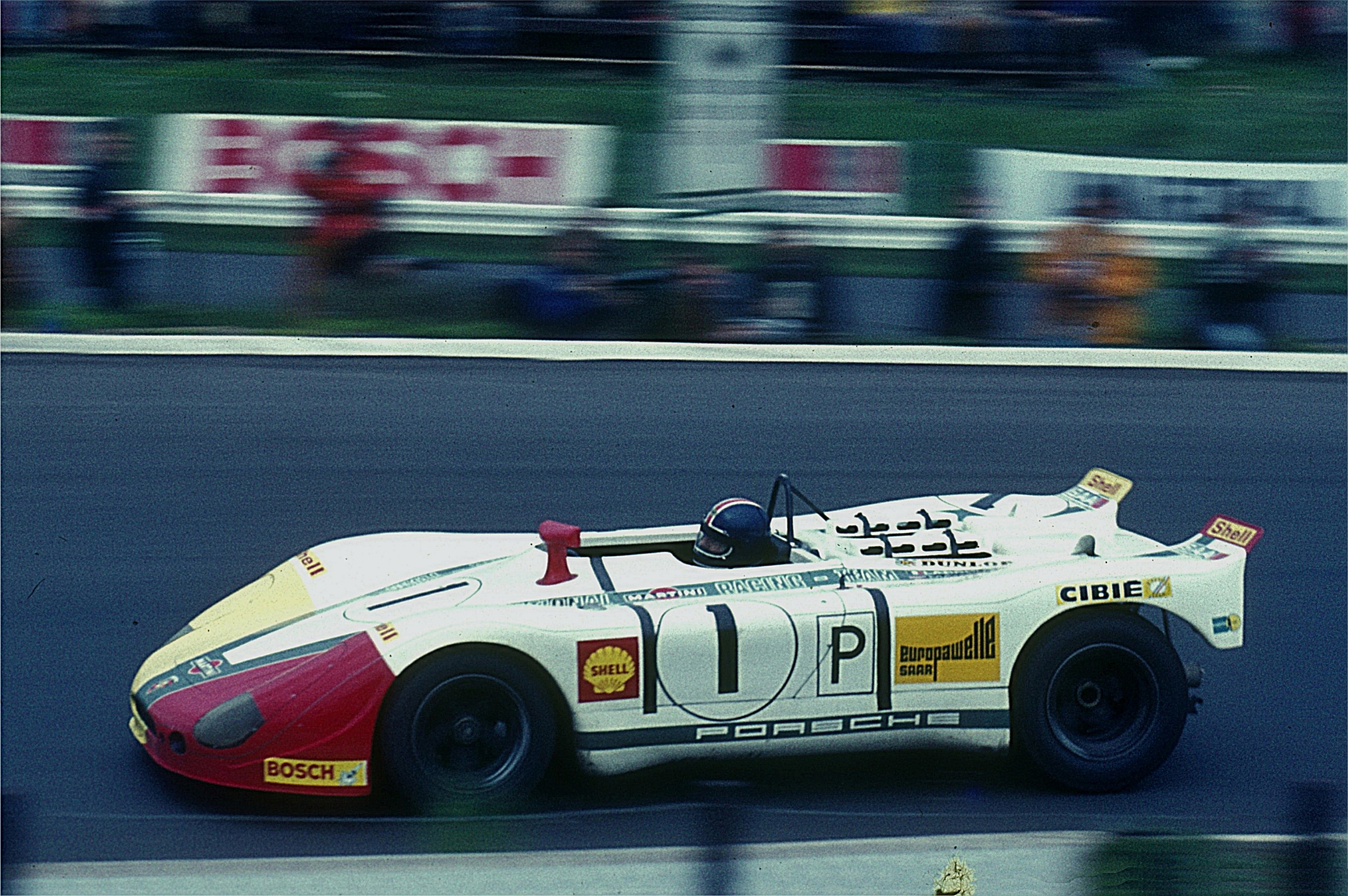
Porsche 908/02 Spyder „Flunder“ – 1969

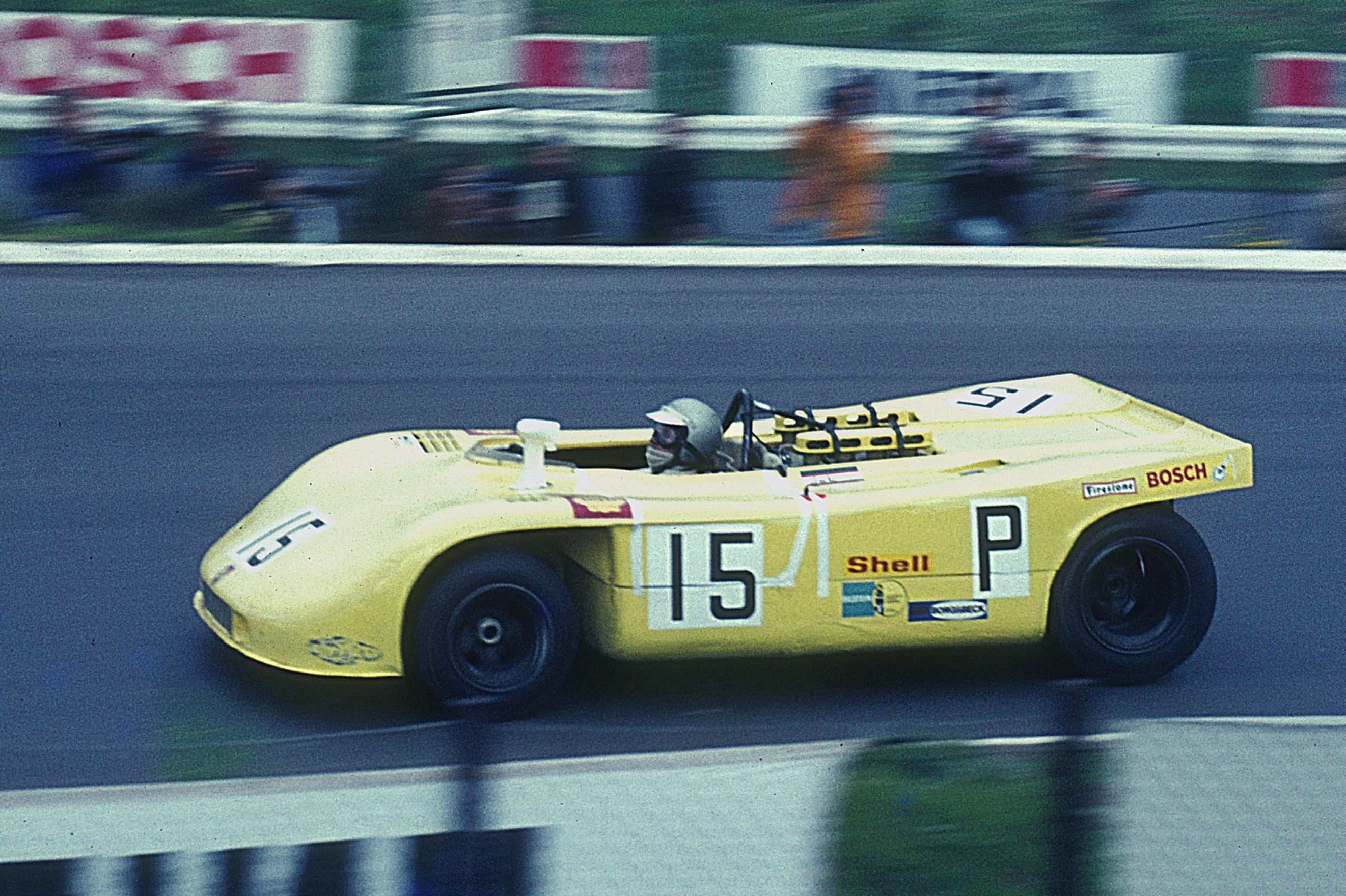
Porsche 908/03 Spyder – 1970

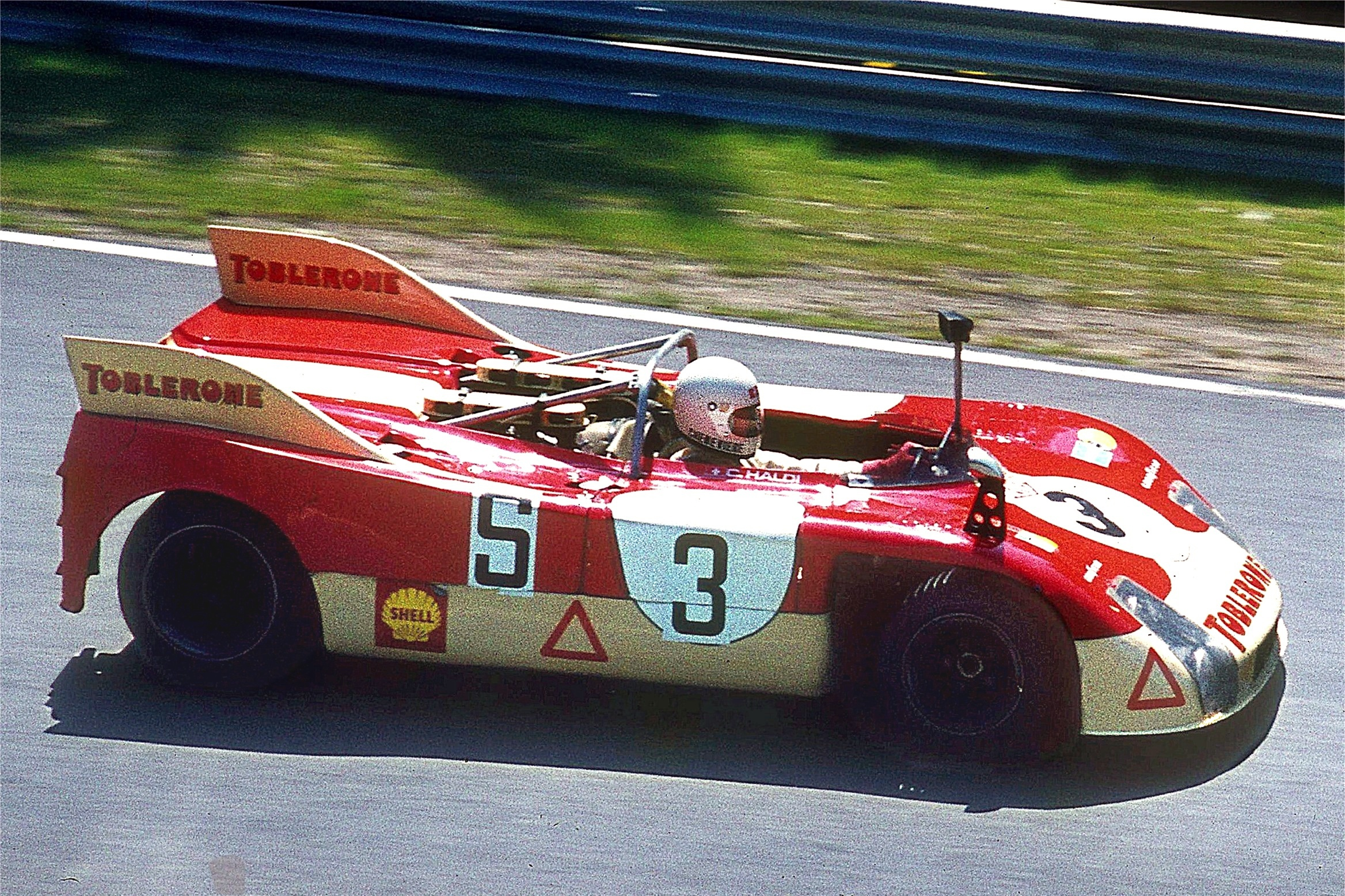
Porsche 908/03 Spyder – 1973

| Porsche 908:               | 908 Coupé                                                                                  | 908/02 Spyder                                                                              | 908/03 Spyder (1970/71)                                                                    | 908/03 Spyder Turbo (1975–1982)                                                            |
| -------------------------- | ------------------------------------------------------------------------------------------ | ------------------------------------------------------------------------------------------ | ------------------------------------------------------------------------------------------ | ------------------------------------------------------------------------------------------ |
| Motor:                     | 8-Zylinder-Boxermotor (Viertakt)                                                           | 8-Zylinder-Boxermotor (Viertakt)                                                           | 8-Zylinder-Boxermotor (Viertakt)                                                           | 6-Zylinder-Boxermotor mit Turboaufladung                                                   |
| Hubraum:                   | 2997 cm³                                                                                   | 2997 cm³                                                                                   | 2997 cm³                                                                                   | 2142 cm³                                                                                   |
| Bohrung × Hub:             | 85 × 66 mm                                                                                 | 85 × 66 mm                                                                                 | 85 × 66 mm                                                                                 | 83 × 66 mm                                                                                 |
| Leistung bei 1/min:        | 257 kW (350 PS) bei 8400                                                                   | 257 kW (350 PS) bei 8400                                                                   | 257 kW (350 PS) bei 8400                                                                   | bis 396 kW (540 PS) bei 8000                                                               |
| Max. Drehmoment bei 1/min: | 325 Nm bei 6600                                                                            | 325 Nm bei 6600                                                                            | 325 Nm bei 6600                                                                            | 460 Nm bei 5500                                                                            |
| Verdichtung:               | 10,4 : 1                                                                                   | 10,4 : 1                                                                                   | 10,4 : 1                                                                                   | 6,5 : 1                                                                                    |
| Ventilsteuerung:           | zwei obenliegende Nockenwellen je Zylinderreihe mit Kettenantrieb                          | zwei obenliegende Nockenwellen je Zylinderreihe mit Kettenantrieb                          | zwei obenliegende Nockenwellen je Zylinderreihe mit Kettenantrieb                          |                                                                                            |
| Kühlung:                   | Luftkühlung (Gebläse)                                                                      | Luftkühlung (Gebläse)                                                                      | Luftkühlung (Gebläse)                                                                      | Luftkühlung (Gebläse)                                                                      |
| Getriebe:                  | 5-Gang-Getriebe, Sperrdifferential                                                         | 5-Gang-Getriebe, Sperrdifferential                                                         | 5-Gang-Getriebe, Sperrdifferential                                                         | 5-Gang-Getriebe, Sperrdifferential                                                         |
| Radaufhängung vorn:        | Querlenker mit Längszugstreben                                                             | Querlenker mit Längszugstreben                                                             | Querlenker mit Längszugstreben                                                             | Querlenker mit Längszugstreben                                                             |
| Radaufhängung hinten:      | Querlenker mit Längsschubstreben                                                           | Querlenker mit Längsschubstreben                                                           | Querlenker mit Längsschubstreben                                                           | Querlenker mit Längsschubstreben                                                           |
| Federung vorn:             | progressiv wirkende Schraubenfedern, kombiniert mit doppelt wirkenden Teleskopstoßdämpfern | progressiv wirkende Schraubenfedern, kombiniert mit doppelt wirkenden Teleskopstoßdämpfern | progressiv wirkende Schraubenfedern, kombiniert mit doppelt wirkenden Teleskopstoßdämpfern | progressiv wirkende Schraubenfedern, kombiniert mit doppelt wirkenden Teleskopstoßdämpfern |
| Federung hinten:           | progressiv wirkende Schraubenfedern, kombiniert mit doppelt wirkenden Teleskopstoßdämpfern | progressiv wirkende Schraubenfedern, kombiniert mit doppelt wirkenden Teleskopstoßdämpfern | progressiv wirkende Schraubenfedern, kombiniert mit doppelt wirkenden Teleskopstoßdämpfern | progressiv wirkende Schraubenfedern, kombiniert mit doppelt wirkenden Teleskopstoßdämpfern |
| Karosserie:                | Aluminium-Gitterrohrrahmen mit Kunststoffkarosserie                                        | Aluminium-Gitterrohrrahmen mit Kunststoffkarosserie                                        | Aluminium-Gitterrohrrahmen mit Kunststoffkarosserie                                        | Aluminium-Gitterrohrrahmen mit Kunststoffkarosserie                                        |
| Spurweite vorn/hinten:     | 1486/1454 mm                                                                               | 1486/1454 mm                                                                               | 1542/1564 mm                                                                               | 1542/1506 mm                                                                               |
| Radstand:                  | 2300 mm                                                                                    | 2300 mm                                                                                    | 2300 mm                                                                                    | 2300 mm                                                                                    |
| Reifen/Felgen:             |                                                                                            |                                                                                            |                                                                                            |                                                                                            |
| Maße L × B × H:            | 4839 × 1830 × 938 mm (Langheck Coupé)                                                      |                                                                                            | 3540 × 1950 × 680 mm                                                                       |                                                                                            |
| Leergewicht:               | 650 kg                                                                                     | 650 kg                                                                                     | 545 kg                                                                                     |                                                                                            |
| Höchstgeschwindigkeit:     | 320 km/h                                                                                   | 290 km/h                                                                                   | 290 km/h                                                                                   | 330 km/h                                                                                   |